# Histoire de Walibi Belgium
L’histoire de Walibi Belgium commence lorsque l'homme d'affaires belge Eddy Meeùs, de retour du Zaïre (ancien Congo belge), se lance dans une nouvelle activité. Le parc d'attractions est inauguré le 26 juillet 1975 sous le nom de Walibi.
À la suite de son succès, Eddy Meeùs créé le groupe Walibi composé au total de onze sites en activité. Après sa vente en 1997, Walibi Belgium appartient à plusieurs propriétaires. Le groupe américain Premier Parks — devenu par la suite Six Flags — le détient de 1997 à 2004, le parc est ensuite la propriété du fonds d'investissement privé londonien Palamon Capital Partners de 2004 à 2006. En 2006, le parc est vendu au groupe français compagnie des Alpes.
Considéré comme faisant partie aujourd'hui du patrimoine belge, Walibi Belgium a été pendant de nombreuses années une tribune de la bande dessinée belge avec des contrats de licence pour Les Aventures de Tintin, Boule et Bill, Bob et Bobette et Lucky Luke.

## Origine du projet
En 1970, de retour du Zaïre où il a fait fortune dans les plantations de quinquina, le Belge Eddy Meeùs, un homme d'affaires originaire d'Anvers, cherche à se lancer dans une nouvelle activité pour y investir son argent. Après plusieurs placements boursiers infructueux, il pense à racheter une entreprise et se tourne donc vers les banques qui lui assurent que « l'avenir est dans les loisirs ». En 1971, il choisit de se lancer dans un projet de parc safari avec d'autres investisseurs mais se retire après des négociations sans résultats.
C'est par pur hasard qu'il trouve l'idée d'un nouveau projet. Il lit un prospectus commercial ventant le téléski nautique, un ski nautique où le bateau est remplacé par un câble et une machinerie de tractage, une invention d'un Allemand : Bruno Rixen (de). Il rencontre l'ingénieur à Munich et signe avec lui un accord de vente exclusive pour le Benelux, ainsi qu'une option pour le monde entier.
Eddy Meeùs se met alors à chercher des opportunités commerciales pour vendre le produit, et se rend compte qu'il a besoin d'un endroit pour réaliser des démonstrations. À la recherche d'un plan d'eau, il apprend que la Compagnie Immobilière de Belgique vend un étang à Limal, dans le Brabant wallon. Il achète sept hectares de terrain dont un étang de trois hectares et fonde en juillet 1972 la société Les Grands étangs de Limal dans laquelle il injecte cinq millions de francs belges, environ 124 000 euros.
Après plusieurs démarches administratives, les terrains passent de zone agricole à zone de loisirs et il obtient les permis de bâtir lui permettant d'apporter les transformations nécessaires au plan d'eau pour y accueillir le téléski nautique. Ces différents travaux, ainsi que l'achat de terrains supplémentaires pour créer un parking et un accès à la voirie font finalement monter l'investissement à cinquante millions de francs belges, environ 1,2 million d'euros. Eddy Meeùs réfléchit alors à un projet plus important : des vestiaires pour les futurs skieurs, un restaurant et une plaine de jeux pour occuper les enfants… Son intention ne sera pas seulement de vendre le produit, mais aussi de l'exploiter pour le public. Parmi les premières idées : la création d'un hall de sport, avec une patinoire, des terrains de tennis et même une piscine, mais Eddy Meeùs n'a pas assez d'argent pour les financer entièrement.
C'est finalement une nouvelle fois grâce au hasard qu'une nouvelle étape importante se met en place. Meeùs rencontre un constructeur de manèges forains désireux de se reconvertir et qui lui propose son aide. L'idée d'un parc d'attractions est lancée mais l'investissement basique pour équiper le parc, soit quarante millions de francs belges — environ un million d'euros — est trop important pour ses finances. Meeùs accepte la suggestion du fabricant qui propose alors un paiement échelonné sur cinq ans, avant de changer d'avis et d'exiger la moitié pour obtenir la livraison des manèges. Dans l'impossibilité de faire marche arrière, le marché est finalement tenu et la livraison prévue début 1975. Meeùs rencontre dans la même période d'autres forains qui lui proposent de louer leurs cinq attractions pour la saison, avec une option d'achat.
Avec tous ses frais, il doit alors se tourner vers les banques et emprunter, mais celles-ci sont méfiantes et n'accordent pas beaucoup de crédit à son projet. La grande crise de 1974 due au premier choc pétrolier fait que le gouvernement de l'époque, pour lutter contre l'inflation, décide d'interdire aux banques d'accorder des crédits jusqu'à nouvel l'ordre. La situation finit par se débloquer en janvier 1975, quand deux banques lui accordent deux prêts pour quarante-cinq millions de francs belges — environ 1,1 million d'euros —, non sans avoir dû hypothéquer les terrains et plusieurs de ses biens privés.
Il faut noter qu'en parallèle, Meeùs s'est lancé dans un autre projet de téléski nautique, à Bernissart, proche de la frontière française. Inauguré le 1er juin 1974, ce petit parc de loisirs comprend un restaurant, un petit train et plusieurs manèges pour enfants achetés à la foire de Hambourg. Face à de multiples déconvenues, Eddy Meeùs se départît de l'entreprise en 1978. Cette expérience lui permet d'acquérir quelques ficelles du métier et d'anticiper certains problèmes qui allaient se poser dans son second projet.

## Walibi: les premières années (1975-1977)
Pour Eddy Meeùs, Les Grands étangs de Limal n'est pas un nom convenable pour un parc d'attractions. Il propose alors à sa famille un jeu et organise un brainstorming avec à la clé une prime pour celui qui trouverait un nom original et attrayant. Malgré les nombreuses propositions, aucune ne lui convient, et près de deux mois avant l'inauguration du parc, ce dernier n'est toujours pas baptisé. Il pense alors à construire un nom à partir de Wavre, la commune la plus proche et la plus connue des environs. Mais il trouve indélicat de parler d'un « Parc de Wavre » étant donné que ce dernier se trouve réellement sur la commune de Limal. Vu qu'une partie du parking se trouve également sur Bierges, il a l'idée de créer un nom au départ des premières syllabes des trois communes : Limal, Bierges et Wavre. Après plusieurs tests de combinaison, il s'arrête sur Walibi, proposition qui est acceptée très rapidement par ses collaborateurs et sa famille. Son fils Thierry Meeùs lui dit alors que cela le fait penser à un petit marsupial australien, le wallaby, un cousin du kangourou… Le nom du parc et son emblème étaient désormais définitifs.
Eddy Meeùs s'entoure d'une équipe qui fera longue date dans l'histoire du parc. Il y a tout d'abord le fils d'un ami, Dominique Fallon, futur créatif et responsable des campagnes de communication. Et il y a aussi sa famille qui se joint rapidement à ses affaires, en commençant par sa fille Anne en 1974 suivi de ses fils Yves en 1977 et Thierry en 1983. Walibi est donc dès sa conception une entreprise familiale.

Logo original de Walibi (1975) dessiné par Guy Dessicy.

Walibi ouvre ses portes au public le 26 juillet 1975 et près de mille personnes se présentent ce jour-là. Le parc est traversé par une longue allée large d'1,5 mètre dans laquelle le promeneur trouve un parcours de montagnes russes Le Grand 8, des autos-tamponneuses, des poneys, des canots ainsi que cinq attractions foraines louées à la fête foraine de Wavre, dont Himalaya, un manège de type Music Express et Matterhorn. Quant au Téléski nautique, il est installé au bord d'une plage de sable fin. Afin de rendre le parc plus présentable, Eddy Meeùs doit investir dans des tulipes en plastique pour donner un peu de verdure aux cinquante hectares de terrain qui se compose principalement de sable de remblai.
Meeùs réalise avec un forain une attraction phare : Le Temple du Soleil, un parcours scénique dans lequel les visiteurs découvrent différentes scènes avec les personnages et animaux de l'album du même nom des aventures de Tintin, le tout en accord avec Hergé. L'attraction est ouverte quelques jours plus tard, le 25 août. Cette collaboration est le début d'une longue série de projets d'attractions et animations grâce à un contrat signé avec les Éditions du Lombard. D'ailleurs, Meeùs avait imaginé dans un premier temps un parc plus important sur le thème des aventures de Tintin, un projet qu'il avait dû abandonner vu l'important investissement nécessaire.
Walibi lance en Belgique et en Europe le concept du ticket unique à la journée donnant libre accès à toutes les attractions. À cette époque, certains parcs comme Disneyland en Californie fonctionnaient avec un système de carnets de tickets à utiliser selon le type d'attractions. La première saison se clôture sur un premier chiffre : 47 000 visiteurs, ce qui permit de couvrir les frais de publicité, mais pas ceux du personnel. 
À ses débuts, la plupart des activités du parc — le parking, les restaurants, les attractions — sont gérées par des indépendants, et la majorité des attractions sont démontées l'hiver pour revenir le printemps suivant, ou être remplacées par de nouvelles, souvent plus grandes. Cette organisation fait qu'Eddy Meeùs ne peut vraiment construire un parc définitif comme il l'entend, mais au fil des années, il reprend peu à peu la gestion des manèges et du reste du parc, ce qui le mène à construire de plus en plus des attractions et bâtiments fixes. En 1976 est construit le bassin des dauphins. Plus étonnant : Claude François donne un concert pour l’inauguration de la deuxième saison de Walibi, c’était le samedi 15 mai 1976. Malgré une fréquentation en hausse en 1976 (258 000 visiteurs) puis en 1977 (450 000 visiteurs), Eddy Meeùs est empêtré dans les soucis financiers, notamment avec l'inflation galopante de l'époque mais aussi du fait que même avec un chiffre d'affaires en hausse, le parc ne fait quasiment aucun bénéfice.

## Les grands développements (1978-1985)

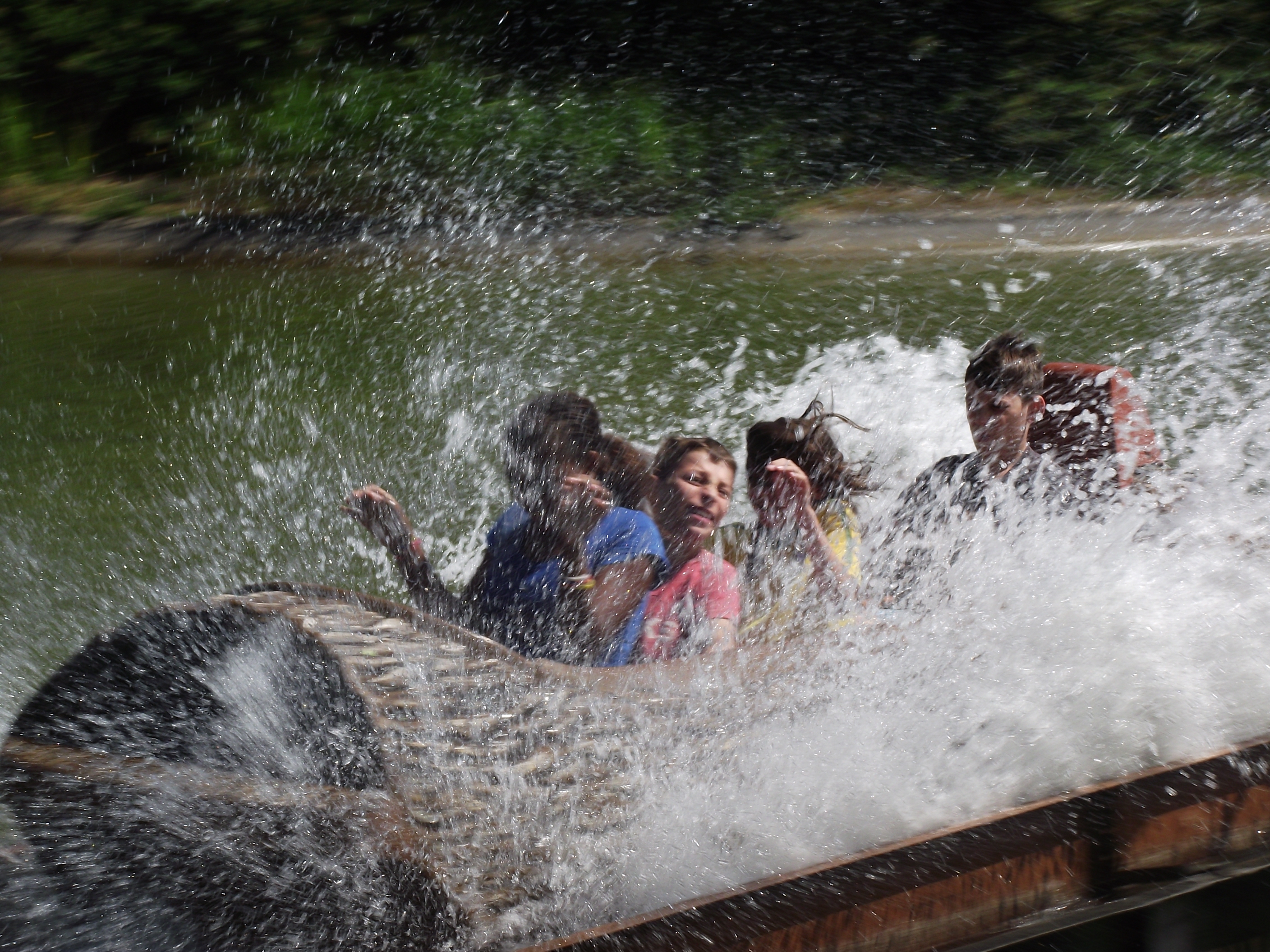
La Rivière sauvage (1978).

La quatrième saison de Walibi, en 1978, marque un tournant important dans l'histoire du parc. Durant l'hiver, Meeùs obtient un nouveau prêt de cinquante millions de francs belges — environ 1,2 million d'euros — auprès de la Société nationale de crédit à l'industrie (SNCI) et décide d'investir dans une importante série de nouvelles attractions. Tout d'abord, Jumbo Jet, des montagnes russes Jet Star 3 du constructeur allemand Schwarzkopf achetées au forain Kinzler, Turbo Lift, Sensorama, Calypso, Paratroop, le Bidule ou encore les radeaux, un tow boat ride doté l’année suivante de scènes représentants les aventures de Tintin dans des décors de jungles, telles le village d'Arumbayas de L'Oreille cassée, Le Temple du Soleil ou Les Cigares du pharaon à l'image de Jungle Cruise des parcs Disney. Mais l'attraction la plus remarquée est alors la Rivière sauvage, premier parcours de bûches construit en Belgique. Et comme ces attractions sont fixes, Meeùs peut commencer à aménager le parc et y planter des arbres.
La saison est un succès et le parc accueille près de 700 000 personnes, soit 250 000 de plus qu'en 1977. Quant à la mascotte du kangourou, elle se fait connaître via une importante campagne d'affichage où le passant la voit dévaler la Rivière Sauvage.

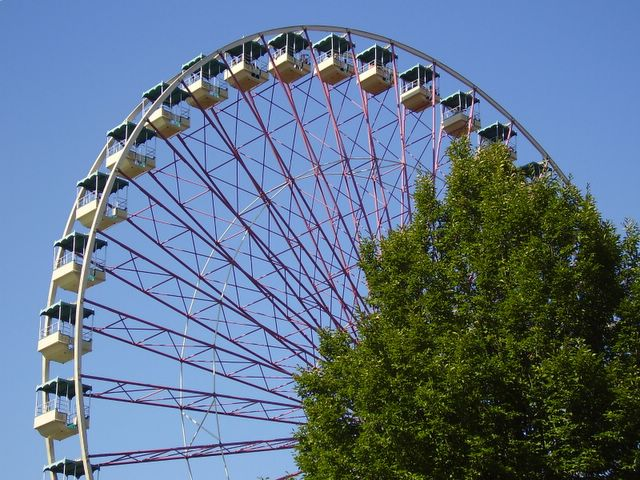
La grande Roue (1979)

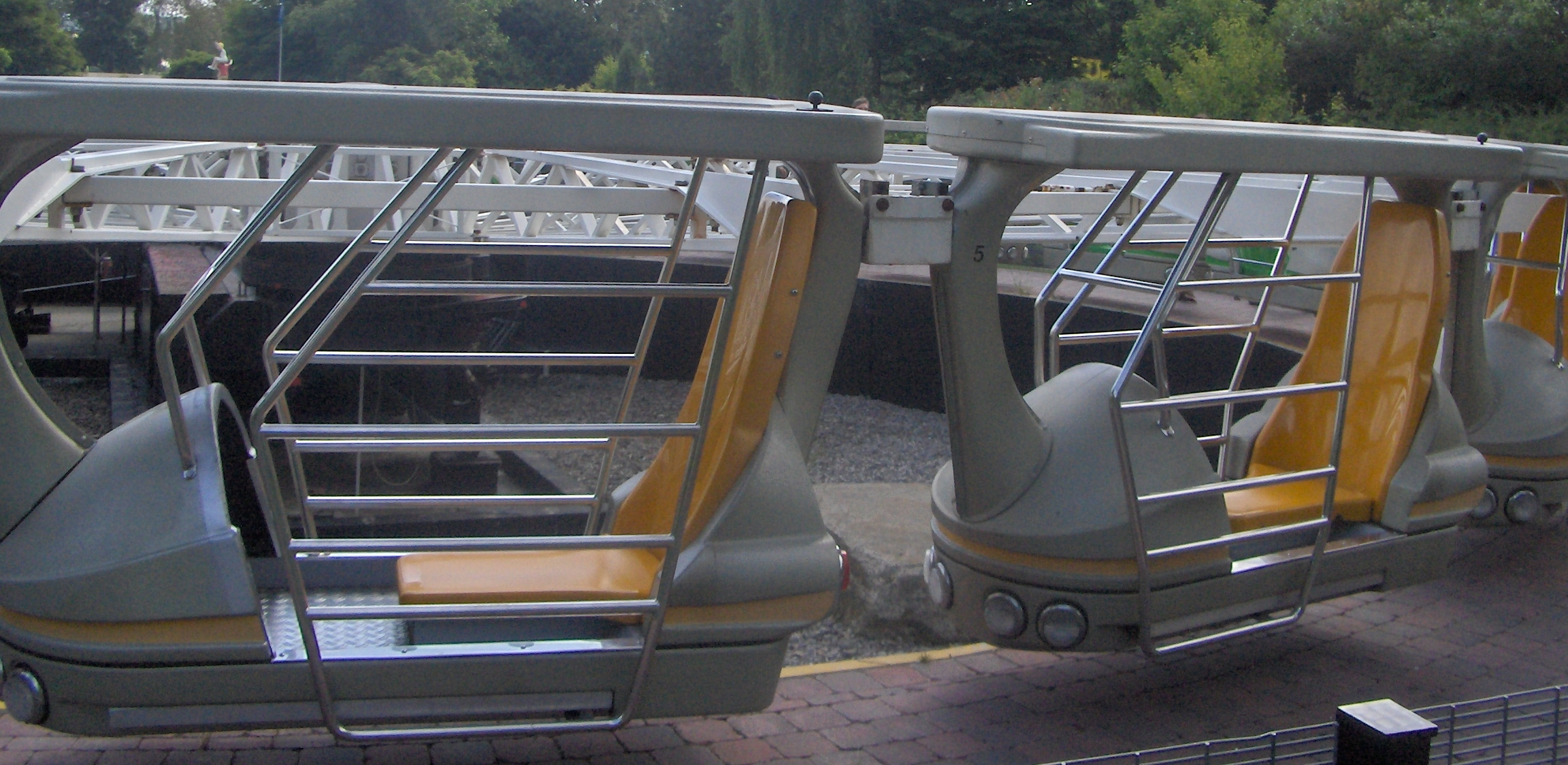
Enterprise (1979)

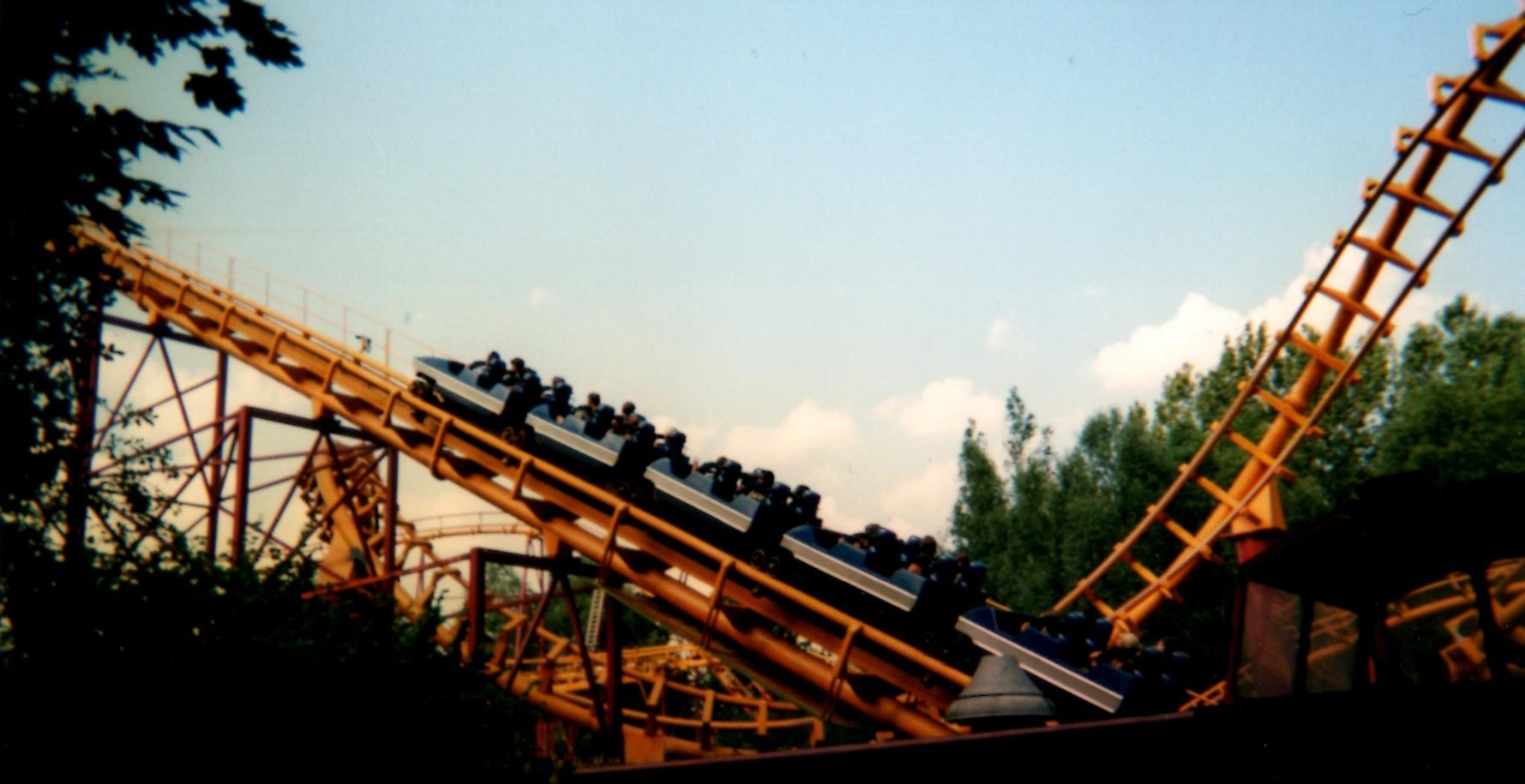
Tornado (1979)

Durant l'hiver suivant, la SNCI fait de nouveau confiance à Meeùs et lui accorde un prêt supplémentaire de 200 millions de francs belges — environ cinq millions d'euros —, ce qui lui permet de réaliser une seconde vague d'investissements. En aménagements d'abord, car la grande allée du parc est asphaltée, puis en nouvelles attractions. Sont ainsi inaugurés en 1979 la Grande roue (de Vekoma), les Poneys mécaniques et deux circuits de voitures électriques (les Tacots et les Mini-Jeeps) toutes trois construites par la firme allemande Metallbau Emmeln et enfin l'Enterprise, attraction à sensations fortes fournie par Huss Rides.
Mais le plus gros investissement cette année-là fut l'achat à la société néerlandaise Vekoma d'un exemplaire de Double Corkscrews, inaugurant ainsi le premier circuit de montagnes russes à posséder deux inversions en Europe. Baptisé Tornado, elle propose deux vrilles sur un circuit long de 730 mètres, haut de 23 mètres et dont la vitesse des trains (2 au total, embarquant chacun 24 personnes) atteint jusqu'à 65 km/h. Cette attraction devient vite l'objet de toutes les attentions et attise la curiosité de nombreux visiteurs, certains téléphonant même au parc pour demander si elle n'est pas dangereuse et si elle n'a pas fait de victimes…
Le succès est au rendez-vous, Walibi fait parler de lui en dehors des frontières belges (surtout en France et aux Pays-Bas) et attire près de 900 000 visiteurs, soit 25 % de plus qu'en 1978.

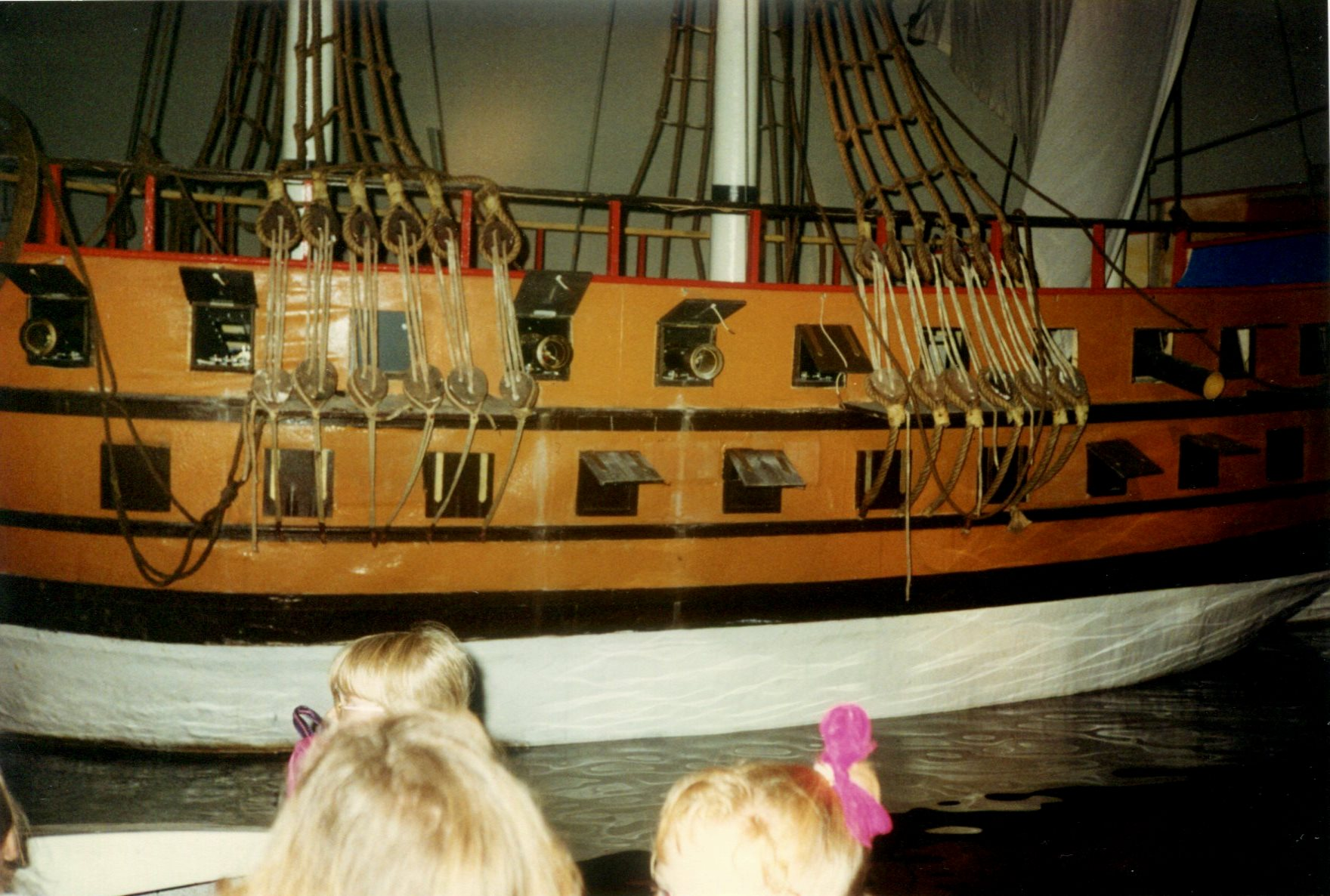
Le Secret de La Licorne (1980)

Au cours de l'hiver 1979-1980, Eddy Meeùs décide de se séparer de l'attraction Le Temple du Soleil dont la capacité horaire est inférieure à ce qu'il avait espéré. Alors que son constructeur l'avait certifié à un maximum de 900 personnes par heure, l'attraction ne peut en absorber en réalité qu'environ 200. À la suite du refus du constructeur de réaliser les transformations à ses frais, Walibi avait apporté quelques modifications pour améliorer le débit horaire à 350/400 personnes. Cela est néanmoins insuffisant car la file d'attente reste trop longue et plusieurs problèmes de sécurité apparaissent, condamnant ainsi l'attraction. Mais Meeùs décide de la remplacer par une plus grande et plus moderne, toujours centrée sur les aventures de Tintin : Le Secret de la Licorne. Il s'agit d'un Water Dark Ride, probablement inspiré des Pirates of the Caribbean des parcs Disney, dans lequel les visiteurs circulent à bord de barques plus grande sur un parcours plus long que Le Temple du Soleil. Le passager peut y découvrir l'histoire du XVIIe siècle du Chevalier de Hadoque et de Rackham le Rouge (dont la voix est interprétée par Bob de Moor) grâce à quatre-vingt-cinq animatroniques, cinq vaisseaux dont La Licorne et de nombreux décors inspirés par les albums du Le Secret de La Licorne et Le Trésor de Rackham le Rouge écrit par Hergé entre 1942 et 1943. Le public peut y voir Tintin, Milou, le Capitaine Haddock, le professeur Tournesol, les Dupond et Dupont, et la scène finale, un combat naval, est impressionnante pour l'époque. La nouveauté, inaugurée par la princesse Paola est un grand succès populaire et avec une capacité horaire à 1 000 personnes, l'idée de Meeùs s'est avérée payante.
Cette année-là est également inauguré le premier fast food du parc, une décision d'Yves Meeùs, ainsi qu'un spectacle de magie. L'année est également marquée par une grande opération marketing avec la société Côte d'Or spécialisée dans le chocolat. Mis au point par la même agence de communication, il s'agit d'un système d'échange destiné avant tout aux enfants. Au verso de chaque emballage de barres en chocolat figure un dessin représentant l'une des 15 grandes attractions (Tornado, Le Secret de la Licorne, etc.), et chaque série rassemblée donne droit à une entrée gratuite au parc. L'opération est un énorme succès grâce au troc dans les écoles et aux petites annonces dans les journaux, si bien que Côte d'Or doit augmenter sa production. Vu que les entrées gratuites n'étaient pas valables durant le mois d'août, le parc fait face à une importante augmentation de la fréquentation lors des week-ends de septembre, et clôture sa saison 1980 avec un nouveau record, il dépasse la barre symbolique du million de visiteurs avec un total de 1 150 000.
Eddy Meeùs reçoit et accepte en 1981 la proposition de prendre une participation dans Avenir Land, futur Walibi Rhône-Alpes, et intervient pour les projets d'expansion du parc français à partir de cette date,. Ceci représente les prémisses du groupe Walibi et engendre le changement de nom du parc belge pour Walibi Wavre.
En 1981, trois nouvelles attractions sont installées : le Big Yoyo, une paratower de 35 mètres de Vekoma, Énergie 2000, un spectacle audiovisuel situé dans un chapiteau circulaire et Laserama, un spectacle lasers et son et lumière construit dans un théâtre moderne aux formes cubiques à côté de la Grande Roue. Une exposition Paul Danblon se tient dans l'enceinte du parc la même année. Les bâtiments abritant les caisses sont aussi décorés comme des maisons de Syldavie, un pays imaginaire dans les aventures de Tintin. Cet aménagement introduit l'idée à Walibi de décorer selon un thème défini d'autres structures que les attractions. Cette idée sera amenée à s'étendre dans tout le parc. Les développements de la thématique Tintin sont réalisés habituellement en collaboration avec les Studios Hergé, et plus spécifiquement avec Bob de Moor. Le nombre de visiteurs est pour la première fois en retrait, il repasse en-dessous de la barre du million pour atteindre 945 000 entrées.

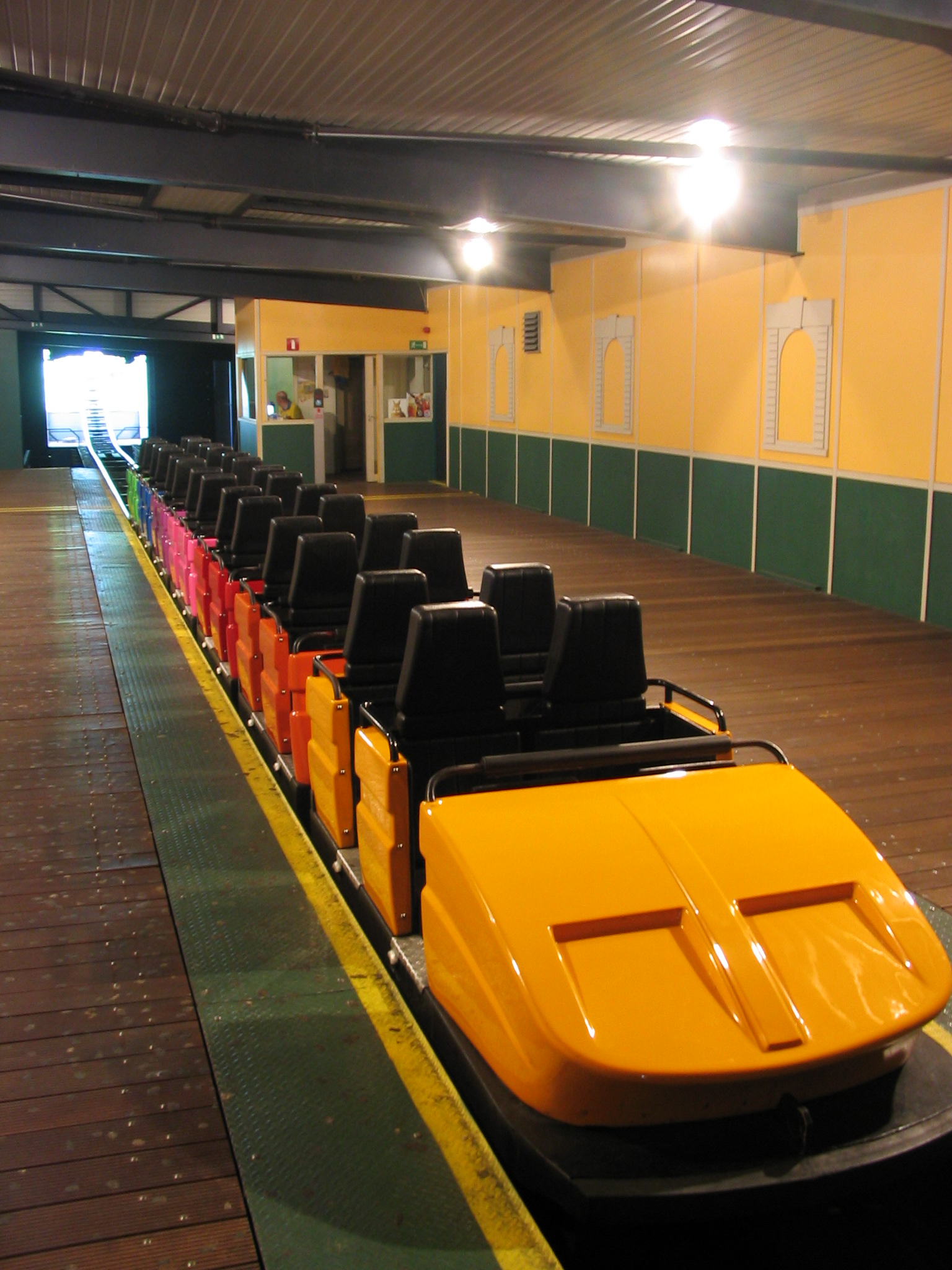
Sirocco (1982) ici après la transformation de 1999

À la fin de l'année, Meeùs apprend par hasard que le constructeur Schwarzkopf souhaite vendre un exemplaire d'un Shuttle Loop qui avait été fabriqué pour un parc d'attractions japonais qui avait fait faillite entre-temps. Il reçoit une offre d'achat à 75 millions de francs belges — environ 1,8 million d'euros — de la part d'Anton Schwarzkopf qui lui assure que cette attraction lui apportera 300 000 visiteurs de plus sur une saison. Meeùs lui propose alors un marché, il achète l'attraction pour 45 millions et rajoute 30 millions si l'augmentation de la fréquentation est celle que Schwarzkopf lui promet. Le fabricant accepte et, début 1982, le Sirocco accueille ses premiers visiteurs. Première du genre en Europe (il n'existait à cette époque que 7 autres exemplaires dans le monde), ces montagnes russes longues de 220 mètres fonctionnent sur une base assez simple : le train est catapulté à 85 km/h vers un looping vertical avant de se retrouver face à une portion inclinée à 70° et haute de 42 mètres où, une fois avoir perdu sa vitesse, il repart en arrière. Il réalise alors le même parcours pour finalement se retrouver sur une autre portion inclinée de l'autre côté, où il repart en marche avant l'arrivée en gare. Le tout en 35 secondes. Autres nouveautés : le spectacle Fiesta Tropicana et l'exposition Futurama. En cette même année, le collaborateur de Peyo Michel Leloup est le nouveau dessinateur du kangourou. Il reprend le rôle porté par Guy Dessicy jusque-là et modernise la mascotte,,.
La saison se déroule mieux que la précédente et le parc accueille cette année-là 950 000 visiteurs, et vu que l'objectif des 300 000 visiteurs de plus n'est pas atteint, Meeùs gagne son pari avec Schwarzkopf.
Les saisons 1983 et 1984 marquent une première pause après l'intense développement des cinq années précédentes, mais le parc ne chôme pas car il doit faire face à la concurrence de plus en plus forte des autres parcs belges. Le nombre de clients sur l'exercice 1983 est en baisse alors qu'il reprend la courbe ascendante en 1984. Meeùs et son équipe (qui se résume toujours à 4 grands postes : Dominique Fallon au marketing/relations commerciale, Anne Meeùs à l'administration, Yves Meeùs à la technique et Thierry Meeùs aux ventes internes) décident de recentrer les activités du parc autour du public familial, en misant donc moins sur les sensations et plus sur les spectacles. C'est ainsi qu'est construit au centre du parc, en 1984, le village mexicain de type pueblo nommé Pancho Villa, avec Panchito, un théâtre d'automates et les décors tirés de Tintin en Amérique pour Les Poneys. De plus, des otaries arrivent en remplacement des dauphins. Cette année-là voit également l'arrivée de la Plaine Côte d'or et du Tintin Show, qui remplace le Laserama. Le découpage du parc en zone date de la même époque avec également la zone Futura. Les Productions Walibi éditent un album de bande dessinée Modeste et Pompon. Bom est le scénariste et Walli est le dessinateur de La Mémoire volatile - une histoire de Modeste et Pompon à Walibi.

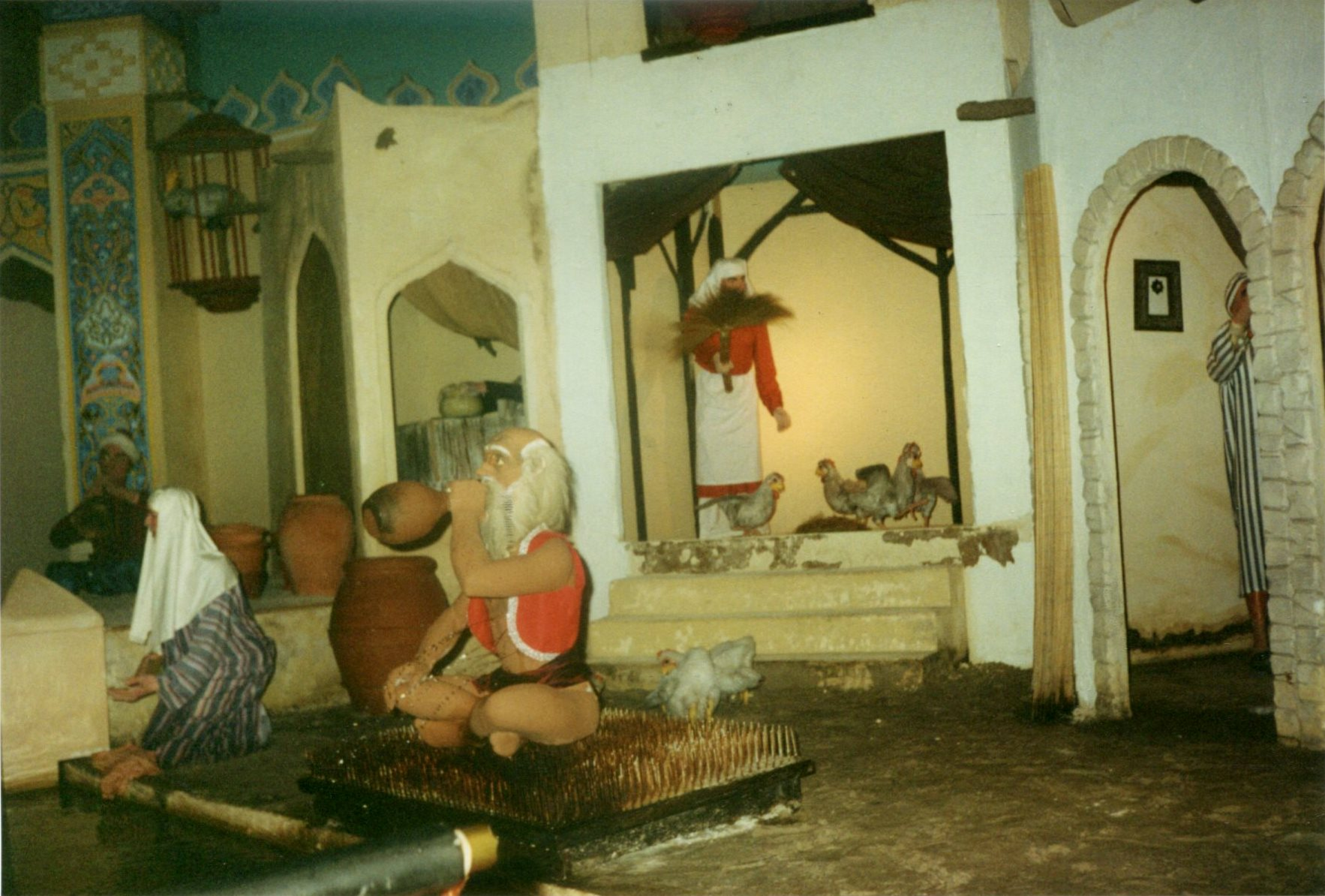
Le Palais d'Ali Baba (1985)

C'est en 1985 à l'occasion de son dixième anniversaire que Walibi Wavre se lance dans un nouveau défi en imaginant à partir d'une page blanche une zone thématique : Ali Baba et les Mille et Une Nuits. Elle est située sur une parcelle jusque-là en friche de l'autre côté du lac ; accessible au public, ceci permet désormais d'en faire le tour complet. Ce quartier réunit diverses activités autour du même thème avec surtout un nouveau Water Dark Ride Le Palais d'Ali Baba à l'image de Fata Morgana à Efteling. Dans des embarcations apparentées au Secret de la Licorne, les passagers découvrent les Mille et Une Nuits à travers différents tableaux. Pour mener à bien cette réalisation et sa scénographie, le parc wavrien s'associe avec l'entreprise anglaise Golding Leisure Design, spécialisée dans la conception, la création architecturale à thème et la construction d'animatroniques. Cette collaboration sera amenée à se répéter à l'avenir pour d'autres projets. Malgré l'engouement du public, cette nouveauté ne se traduit pas par une importante augmentation de la fréquentation telle qu’espérait les dirigeants, mais convainc définitivement Meeùs de créer des zones thématiques.
Lors de la saison 1986, vu la bonne santé financière de l'entreprise, Walibi inaugure dans Pancho Villa un second parcours de bûches baptisé Rio Salto et transforme le parcours des radeaux en Gondolettas avec de nouvelles embarcations mais toujours la thématique des aventures de Tintin. L'année est bonne et Meeùs se met à réfléchir à de nouveaux projets, avec pour ambition de dépasser les 1,2 million de visiteurs. Il souhaite se repositionner face à la concurrence, alors qu'en France on commençait à parler de l'implantation d'un parc Disney.

## Aqualibi et succès populaire (1986-1992)

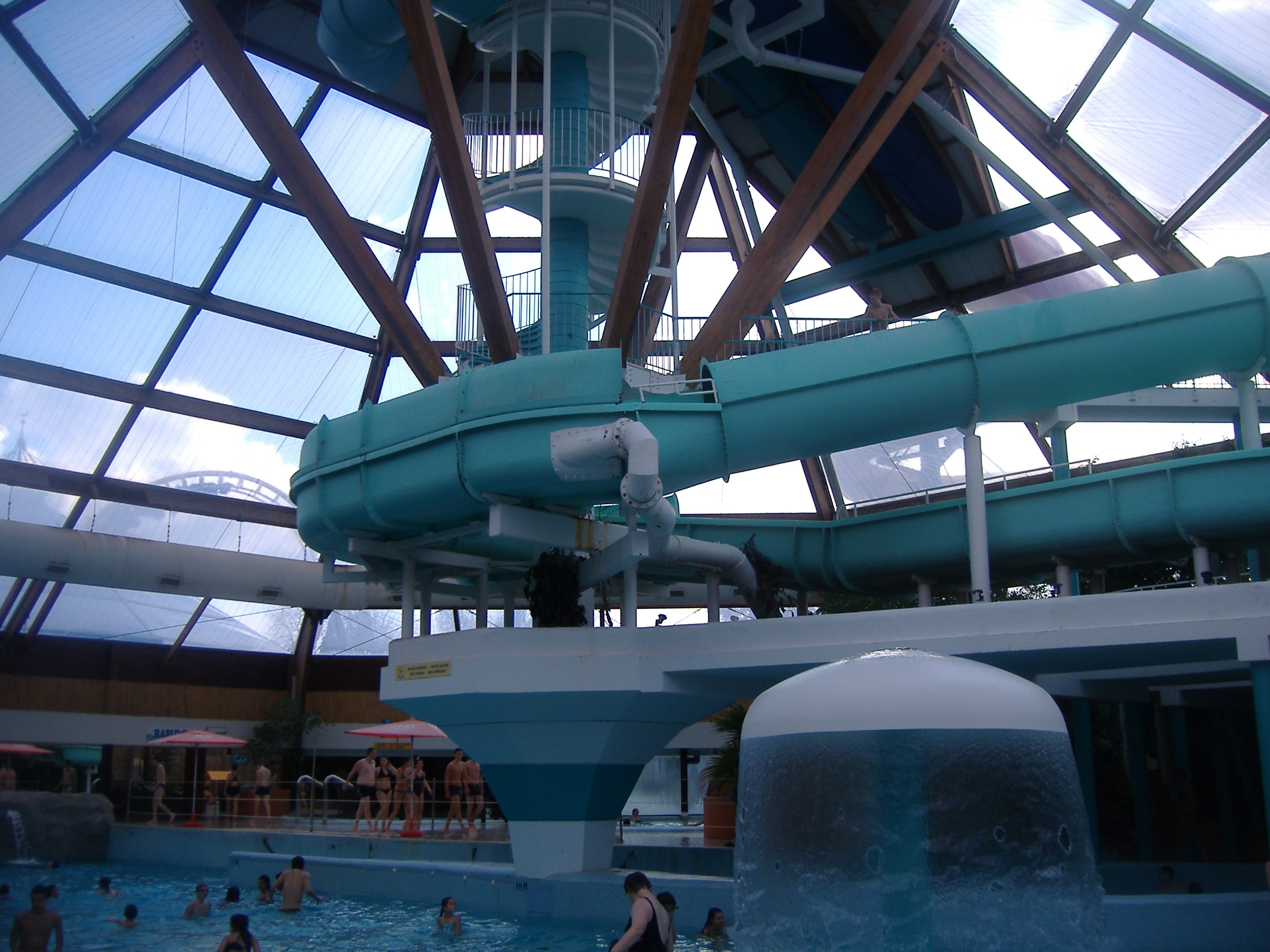
Aqualibi (1987)

Dans le courant de l'année 1986, Eddy Meeús estime que Walibi Wavre peut désormais réaliser des plans d'investissements à long terme et se met donc à la recherche de nouvelles activités. C'est Dominique Fallon qui lui propose l'idée de construire un parc aquatique couvert, à l'image de celui situé à Duinrell aux Pays-Bas. Après une étude de marché et diverses visites dans des lieux similaires en Europe (entre autres différents Center Parcs, l'Alpamare de Pfäffikon et l'Océade de Strasbourg), le projet prend forme et est baptisé Aqualibi, un jeu de mots entre Aqua (« eau » en latin) et Walibi. Dans ce but, le bureau d'étude néerlandais ayant créé l'Océade de Strasbourg travaille avec les équipes de Walibi.
Construit à l'entrée du parc, Aqualibi est conçu en prenant le meilleur de ce qui a été visité chez la concurrence. Les activités sont installées sous un toit transparent de forme conique et sont entourées d'une thématique tropicale. Plusieurs éléments de décoration de l'aventure syldave de Tintin Le Sceptre d'Ottokar sont utilisés pour l'entrée et la file d'attente. Cette thématique habille toute la zone d'entrée de Walibi et se décline à l’intérieur du parc d'attractions. En effet, le premier quartier dans lequel pénètre le promeneur est rebaptisé Syldavie, au détriment de son appellation précédente, Belle Époque. Aqualibi est inauguré en retard le 6 juillet 1987, en pleine saison estivale.
En plus d'être une nouveauté en Belgique, l'originalité d'Aqualibi vient également du fait qu'il soit une simple attraction du parc en pleine saison (chaque visiteur ayant droit de s'y amuser durant 1h15 pendant la journée) mais devient en fin de saison un parc aquatique permanent, c'est-à-dire ouvert toute l'année et en soirée, ce qui modifie profondément les habitudes de l'équipe de direction qui n'avait travaillé qu'au rythme des saisons jusqu'alors.

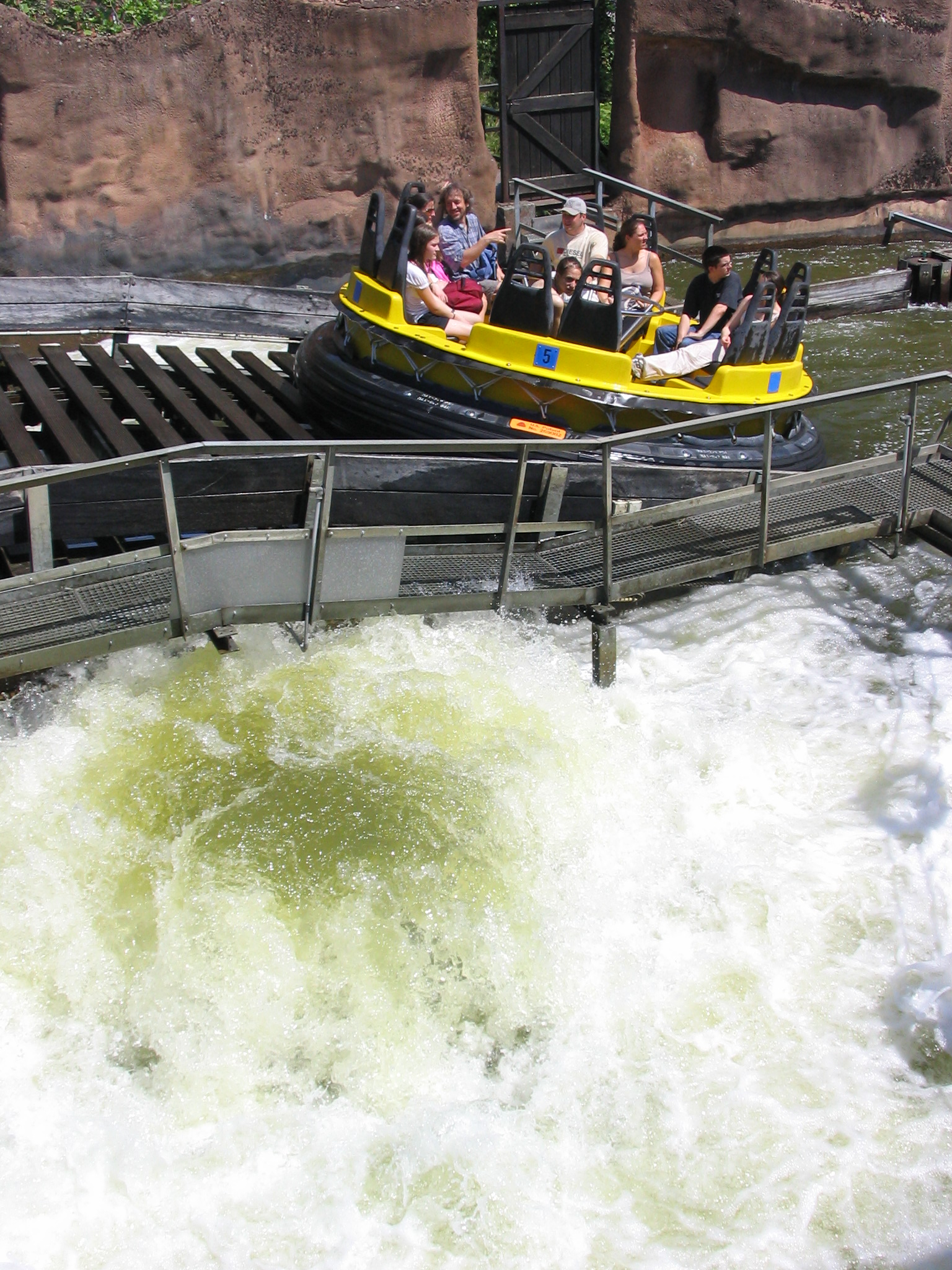
Radja River (1988)

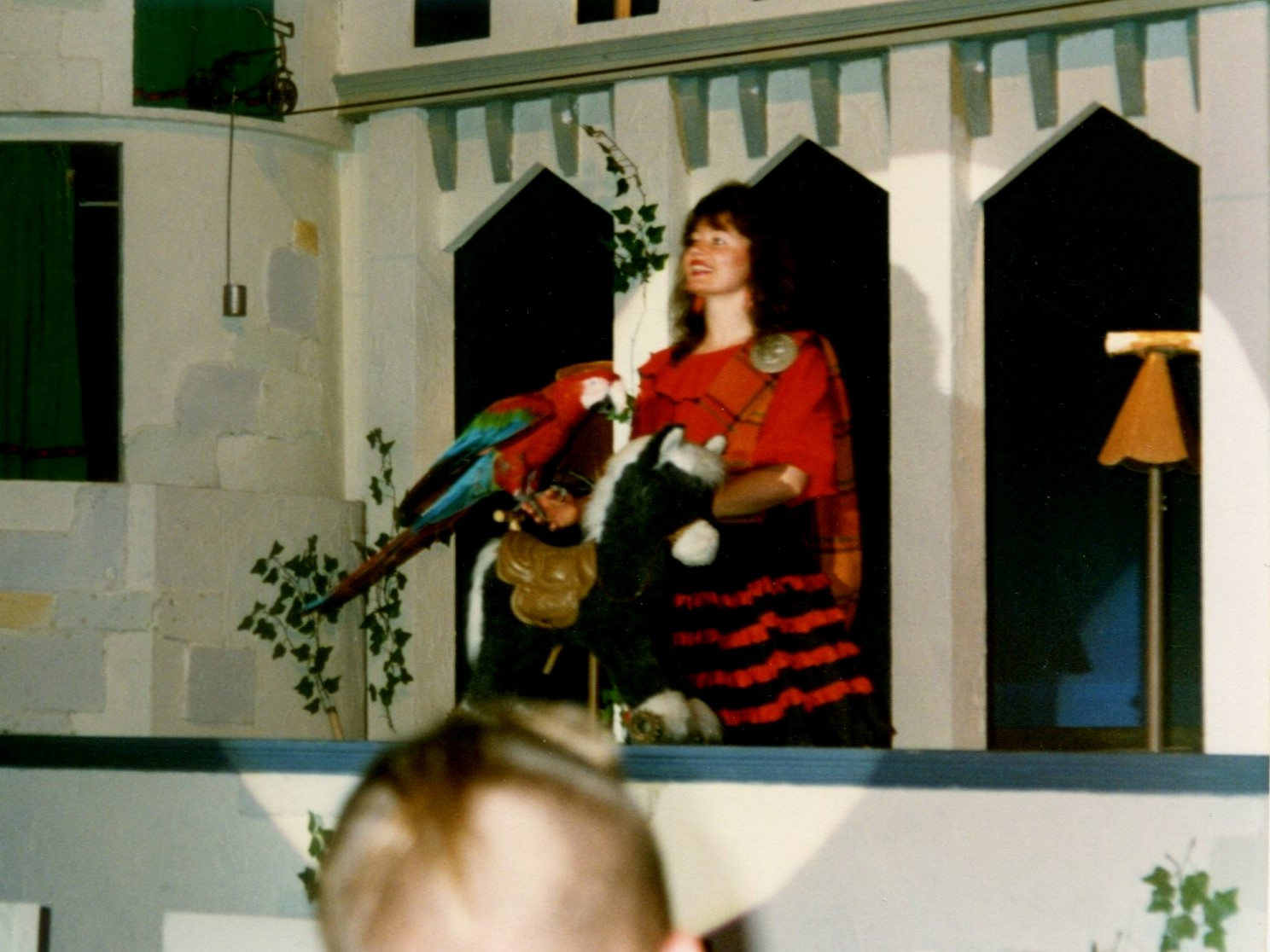
Le spectacle de perroquets (1988)

Durant l'année, Walibi se lance dans son prochain projet d'attraction et en confie la direction à Yves Meeùs. Il est décidé de concevoir un circuit de bouées, une attraction impressionnante et à forte capacité. Elle est baptisée Radja River, est intégrée à la zone Ali Baba et inaugurée en 1988.
Construite sur une superficie de 2.5 hectares, la Radja River s'impose vite comme l'une des attractions de ce type la plus importante en Europe. Son parcours de 600 mètres de long présente une dénivellation de 3,57 mètres que 13 embarcations (de 1,5 tonne chacune pour 12 places) parcourent à la vitesse de 1,5 mètre à 6 mètres par seconde (équivalent de 5 km/h à 20 km/h) grâce à un débit de près de 30 000 m3 d'eau (soit 9 m3 à la seconde). Conçue par l'entreprise suisse Intamin, le canal (qui est large de 5 à 12,5 mètres et profond de 80 cm) est entouré par de nombreux rochers où divers effets aquatiques et cascades (avec des débits allant jusqu'à 800 m3 d'eau) viennent surprendre les visiteurs. Le spectacle de perroquets est également étrenné en 1988.
Avec la combinaison de la Radja River et de l'Aqualibi, le succès populaire est au rendez-vous, et le 10 août 1988, le parc accueille son douze millionième visiteur. La fréquentation est en effet en augmentation. Le chiffre d'affaires fait de même avec une évolution de 38 % par rapport à 1987.

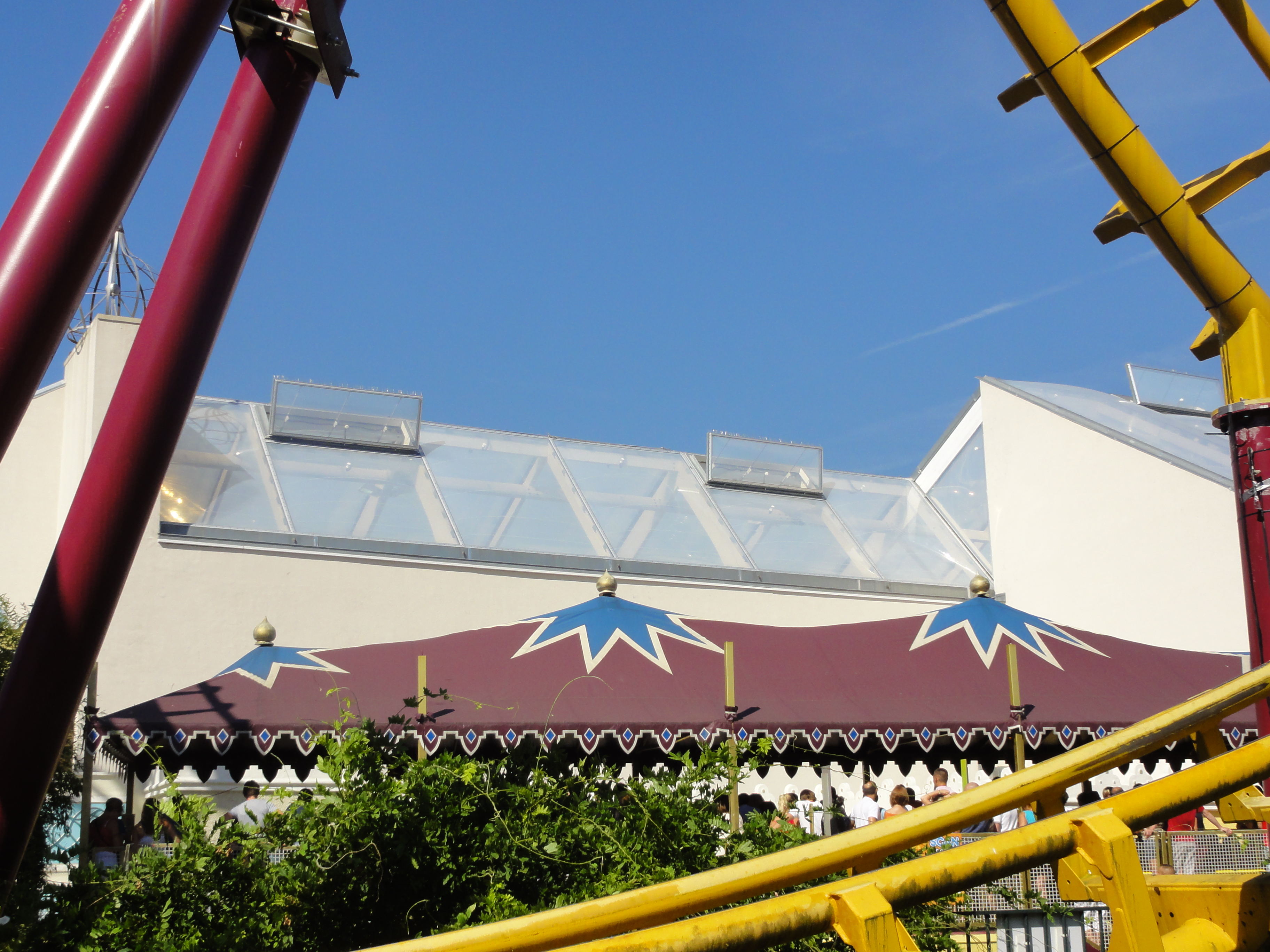
Rapido et Tinka (1990).

Entre 1989 et 1991, le développement du parc est mis de côté car, après l'introduction du groupe Walibi à la Bourse de Bruxelles le 24 juin 1988, Eddy Meeùs et son équipe se concentrent sur une série d'acquisitions en France (Avenir-Land et Big Bang Schtroumpf devenus plus tard Walibi Rhône-Alpes et Walibi Schtroumpf) et en Belgique (Mini-Europe et plus tard Bellewaerde Park). Néanmoins, le parc accueille en 1989 un Cinéma 3D en remplacement du Tintin Show dans la zone Futura. Avec le succès d'Aqualibi et face à la concurrence d'Océade ouvert en 1988 à Bruxelles, près de 220 millions de francs belges — environ 5,5 millions d'euros — sont injectés pour doubler la surface d'Aqualibi en 1990 avec la construction d'une aile supplémentaire comprenant une piscine chauffante (la Laguna Verde), un toboggan (le Tinka) et le Rapido, une rivière sauvage de 130 mètres de long. Au début des années 1990, les excursions d'une journée étaient devenues un phénomène. Selon le Bureau néerlandais du tourisme et la CBS, entre 1990 et 1991, quelque 870 millions de voyages de loisirs sont effectués aux Pays-Bas. Cela comprenait plusieurs types d'activités de plein air. Les parcs à thèmes sont alors une destination importante pour les touristes d'un jour. Dans les parcs d'attractions néerlandais, les dépenses sont estimées à 105,28 millions €. L'année 1991 est exceptionnelle pour le parc qui enregistre une augmentation du nombre de visiteurs de 15 % avant le début de la saison estivale. Une grande opération marketing avec la chaîne de supermarchés GB est organisée, et tout comme l'opération Côte d'Or en 1980, elle rapporte un succès plus important que prévu. Alors qu'à l'origine, la société GB a acheté 350 000 entrées dans le but de les donner gratuitement à ses clients qui collectionnaient des points en fonction de leurs achats, elle doit finalement en recommander 200 000 de plus car elle a mal calculé l'impact de la promotion sur le public. Un problème important se pose alors pour le parc qui doit faire face à un assaut de visiteurs dans les derniers jours du mois d'août et durant les week-ends de septembre. Un jour, l'afflux est tel qu'il faut même fermer les grilles d'entrée car le seuil maximum de capacité (fixé en ce temps-là à 20 000 visiteurs) était atteint. Bien que se félicitant de la réussite de cette promotion, Eddy Meeùs estimera par la suite que l'image de Walibi a pris un mauvais coup dans l'esprit de beaucoup de Belges : le parc était maintenant associé à des files d'attente interminables, des problèmes de foule et de manque de personnel. En 1991, Eddy Meeùs et Xavier Lapère, un forain français, se montrent chacun intéressés par le rachat de Babyland-Amiland. Lapère rachète les montagnes russes Jumbo Jet. En fonction à Wavre de 1978 à 1991, Jumbo Jet sont des montagnes russes Jet Star 3 du constructeur allemand Schwarzkopf,. Démontées durant l'intersaison 1991-1992, Lapère les exploitent ensuite sur les fêtes foraines,. Meeùs acquiert Babyland en septembre 1992.
En 1991, Efteling est sur la première marche du podium européen en termes de fréquentation avec 2,7 millions. Sur la deuxième marche, trois parcs affichent 2 millions d'entrées : Europa-Park, Alton Towers et Phantasialand. Sur la troisième marche, deux parcs affichent 1,4 million d'entrées : Walibi Wavre et le parc Astérix. En cette dernière saison avant l'ouverture d'Euro Disneyland, la majorité de ces parcs touchent chacun une clientèle située dans un rayon de 200 kilomètres, ce qui signifie que la plupart ne se considèrent pas alors comme des concurrents directs. Walibi Wavre est l'exception car il partage des portions de son bassin de clientèle avec les quatre autres parcs d'Europe continentale.
Le directeur adjoint d'Efteling de l'époque, Reinoud van Assendelft de Coningh, a l'idée de créer une collaboration d'importants parcs d'attractions européens non concurrents compte tenu de leur situation géographique. En 1993, Great European Theme Parks est fondé en réponse à l'arrivée d'Euro Disneyland. Ses membres sont Europa-Park, Alton Towers, le parc Astérix, Efteling et Liseberg. Bien qu'il fasse partie des plus visités, Walibi est écarté en raison d'une concurrence directe.
En 1992, près de 350 millions de francs belges — environ 8,5 millions d'euros — sont investis dans trois nouveautés et dans la transformation de la zone située au fond du parc où se trouve le Secret de la Licorne. Près de 40 millions de francs belges — environ un million d'euros — sont utilisés pour cette dernière qui devient Zone Caraïbes avec l'assèchement d'une partie du lac pour la construction du Grand Amphithéâtre, une salle de spectacle de 1 200 places équipée d'une piscine et qui se destine à accueillir un spectacle d'otaries. On installe également le Bounty, un Looping Starship du constructeur suisse Intamin, une attraction achetée au parc français Zygofolis en faillite (elle ouvre en 1987 sous le nom Bateau ivre). L'extension de la zone s'accompagne également d'un restaurant et d'une boutique.

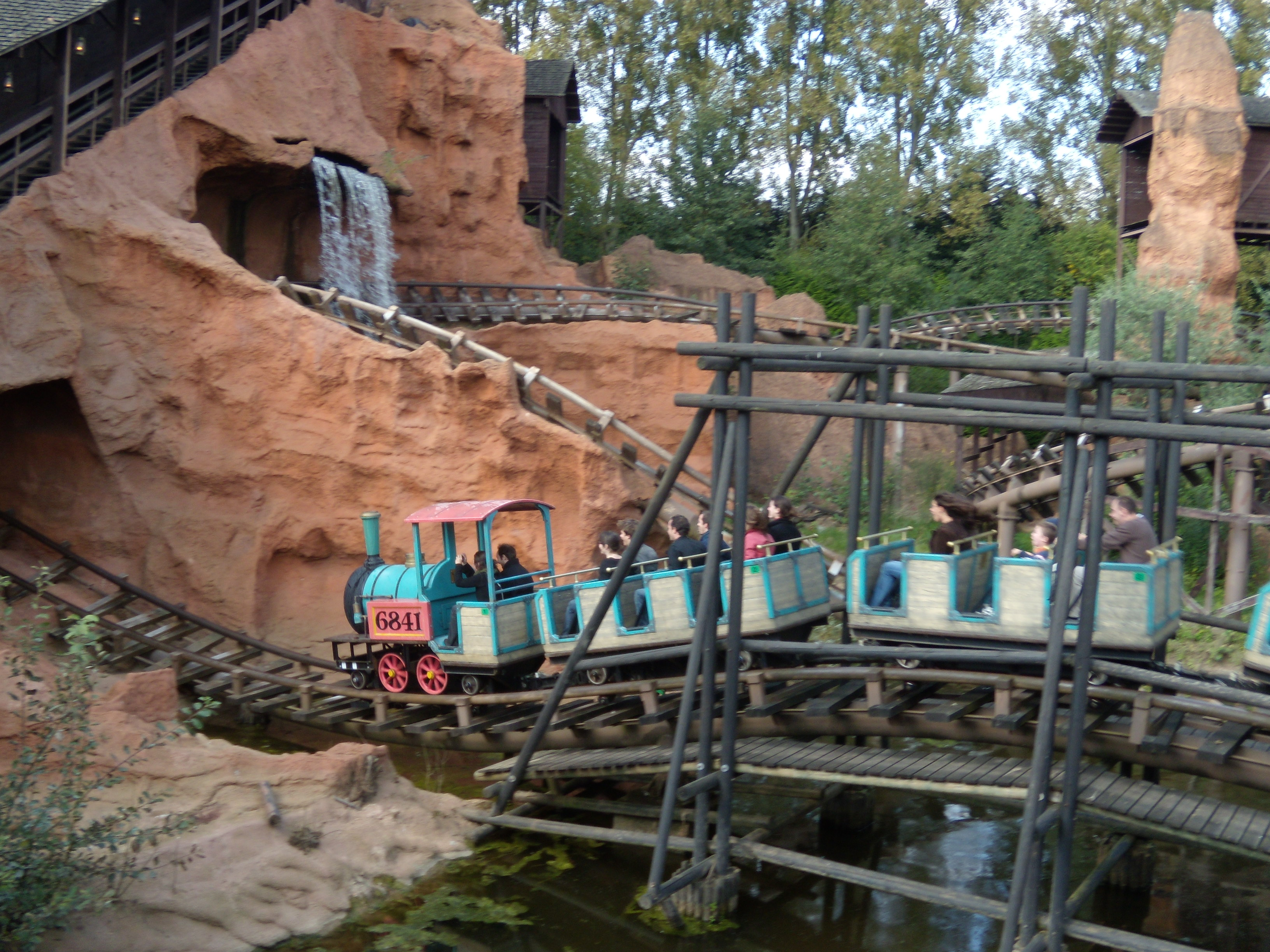
Colorado (1992)

Troisième nouveauté, le Colorado représente à lui seul un investissement de 250 millions de francs belges — environ six millions d'euros —, soit le plus important de l'histoire du parc jusqu'alors. Ce train de la mine de Vekoma qui a nécessité 3 ans de réflexion, est construit sur une superficie d'un hectare dans un décor inspiré des montagnes rocheuses du Grand Canyon, avec des cascades, des passages dans des grottes et divers éléments rappelant l'Ouest américain. Ses 3 trains permettent d'emmener près de 1 000 personnes à l'heure sur un circuit de 785 mètres où la vitesse de pointe atteint les 50 km/h pour une hauteur maximale de 14 mètres. La décoration ambiante est agrémentée d'une plateforme construite au-dessus de la gare permettant aux visiteurs de contempler l'attraction. Installé au sein de la zone Pancho Villa, le Colorado est la première étape dans la transformation de la zone pour en faire à terme un quartier western.
À la fin de la saison, le groupe Walibi décide de freiner une nouvelle fois ses investissements sur le parc, car d'autres exploitations ont été acquises (Walibi Aquitaine, Océade, Babyland-Amiland et Flevohof) et la marge bénéficiaire du groupe en a souffert.

## Renommée et premiers doutes (1993-1997)
Alors un bon démarrage de la saison 1993 (mi-juillet, le parc enregistre plus d'entrées que l'année précédente), les mauvaises conditions météorologiques durant la période estivale affectent finalement la fréquentation qui s'élève à 1 250 000 visiteurs (pour Walibi et Aqualibi),. Comme annoncé l'année précédente, il y a peu d'investissements si ce n'est la construction d'une passerelle permettant aux visiteurs de joindre le parc depuis la gare de Bierges sans devoir traverser la route nationale 238 qui les sépare, pour un coût de quinze millions de francs belges, environ 370 000 euros. La SNCB et la ville de Wavre se joignent au projet et apportent plusieurs aménagements à la gare afin d'améliorer la sécurité des visiteurs venant en train et qui sont estimés à près de 140 000 pour cette année-là,.
En 1994, le parc souffre encore du fait que la famille Meeùs se concentre toujours sur les dernières acquisitions (notamment d'importants travaux à Walibi Flevo). On assiste donc simplement à quelques petits changements, avec par exemple la disparition de l'automate Orgue magique dans la zone Ali Baba, remplacé par un nouveau spectacle de magie. Le début de saison est encourageant car, en juillet, le parc accueille près de 25 % de visiteurs de plus par rapport à 1993 mais la fréquentation redevient stable après le mois d'août.

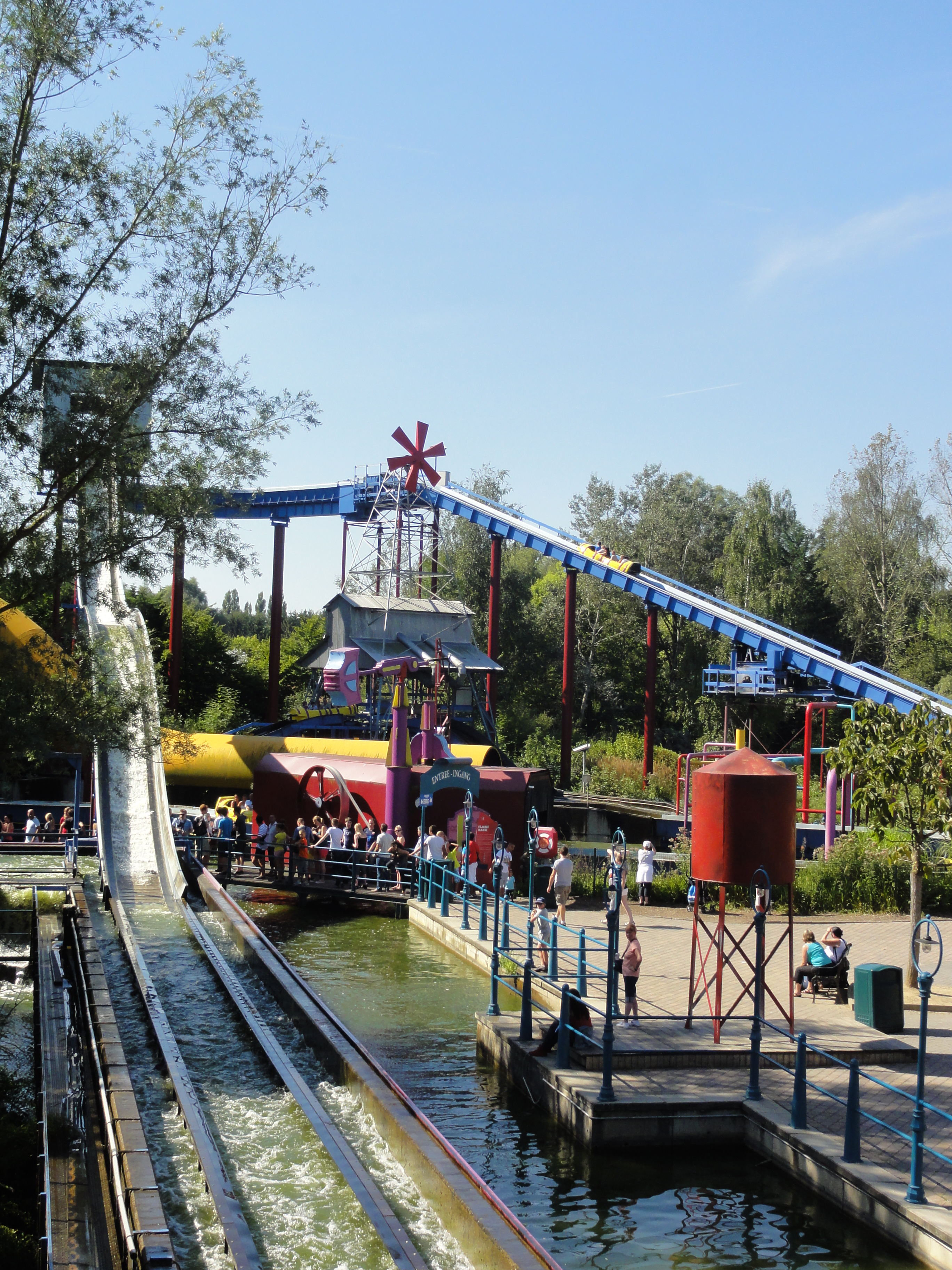
Flash Back (1995)

En 1995, le parc célèbre ses vingt ans et renoue avec les gros investissements en injectant 200 millions de francs belges — environ 4,9 millions d'euros — dans trois nouveautés,. La principale est le Flash Back, un nouveau parcours de bûches construit par l'entreprise allemande Mack Rides, et qui remplace le Rio Grande (ex Rivière sauvage) mis à la retraite après seize ans d'activité. Le modèle identique de bûches de Crazy River (nl) ouvert l'année précédente à Walibi Flevo propose le même parcours et les mêmes dimensions. Manufacturée également par Mack Rides, l'attraction présente comme unique différence son thème. Celui de l'attraction brabançonne — qui a coûté à elle seule 140 millions de francs belges (environ 3,4 millions d'euros) — est élaboré avec l'aide d'une société belge, Original Factory, qui lui donne une fonction : c'est une usine à rajeunir. Outre sa modernité et sa taille plus importante que le Rio Grande, le Flash Back a également l'originalité de proposer une chute en marche arrière, le tout grâce à des plateformes rotatives.
Ensuite, le parc construit tout autour des étangs sur une distance d'un kilomètre et demi le Walibi Express, un petit train qui marque deux arrêts : la zone Syldavie et la zone Caraïbes, juste en face du Grand amphithéâtre. La première gare est construite en partie sur le restaurant Terrasse 1900 et sur le ponton de départ du téléski nautique qui est fermé et démantelé entièrement, tournant ainsi une nouvelle page de l'histoire de Walibi.
Enfin, Walibi propose dans le Grand amphithéâtre un nouveau spectacle Peter Pan Walibishow, une version raccourcie à trente minutes de la création Peter Pan — mis en scène par Patrick de Longée et Rinus Vanelslander — qui a été à l'affiche au même endroit durant tout le mois de décembre 1994 et qui a accueilli environ 20 000 spectateurs. Inspiré par le célèbre conte de J. M. Barrie, le spectacle se compose de chansons, jeux de comédiens et de divers effets spéciaux le tout dans le décor exotique où trône un galion pirate. Remis en scène spécialement pour le parc par Bruno Bulté, près de 500 représentations sont prévues,. L'année est également marquée par une opération publicitaire avec la chaîne de station-service Seca. Les clients collectionnent les dix pin's : un représentant une station Seca, un autre avec le kangourou affichant les vingt ans du parc ainsi que les huit principales attractions mises en avant : Radja River, Colorado, Le Secret de la Licorne, Le Palais d'Ali Baba, Sirocco, la Grande roue, Flash Back ainsi qu'Aqualibi.
Fin juin, le parc devient l'hôte d'un jeu télévisé de la RTBF présenté par Jacques Careuil et Sam Touzani et sur le thème des aventures de Tintin : L'Énigme du cristal. Le plateau est installé sous un chapiteau blanc ouvert sur le terrain où se trouvait Jumbo Jet quelques années auparavant. Le succès populaire est au rendez-vous et, durant l'été, Walibi accueille son vingt millionième visiteur. En fin de saison, une autre page se tourne : Le Secret de la Licorne est fermé car l'attraction est désormais jugée trop vieillotte par la direction,. À la fin de la saison, le bilan est positif et le groupe revient dans le vert après deux années de pertes. Durant le mois de décembre, le parc accueille une nouvelle fois un spectacle mis en scène par Bruno Bulté. Le thème exploité est celui de Pinocchio, mais contrairement à Peter Pan l'année précédente, il ne sera pas présenté devant les visiteurs du parc.

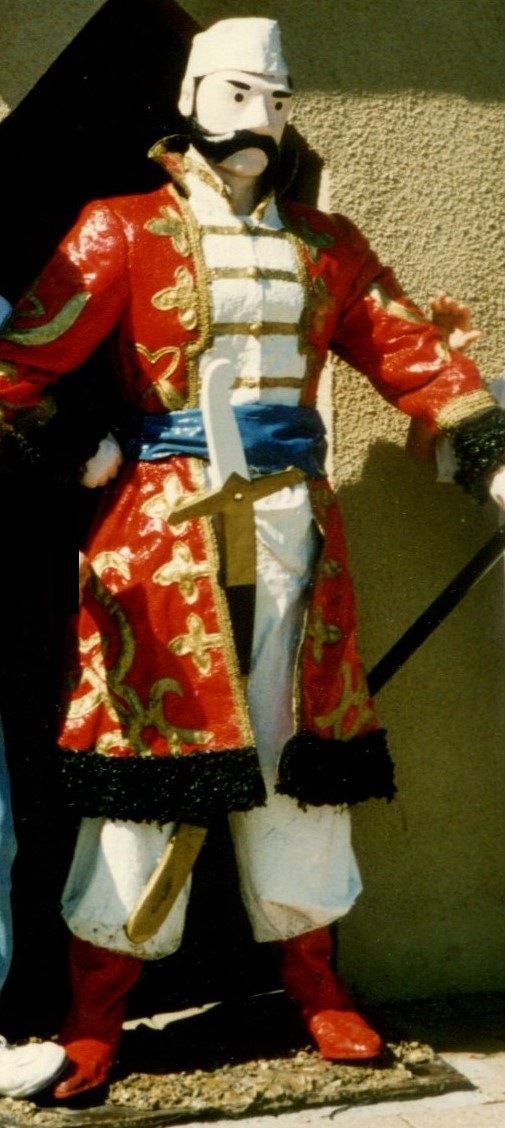
Garde syldave à l'entrée du parc, jusqu'au milieu des années 1990.

En effet, pour la saison 1996, Walibi investit trente millions de francs belges — environ 740 000 euros — dans la création d'un nouveau spectacle dans le Grand amphithéâtre : Agent 008 : Tropical Mission. Mélange de cascades et effets pyrotechniques, il est qualifié de première européenne. Le spectacle Panchito quant à lui disparaît pour être remplacé par une exposition ludo-éducative Looping K'nex en partenariat avec le fabricant de jeux de construction K'nex. Après avoir suivi une présentation interactive sur les bases de la physique, les enfants sont invités à mettre en pratique la théorie via des constructions en K'Nex inspirées des montagnes russes du parc.
La météo défavorable affecte la fréquentation du parc qui doit même fermer ses portes au public le jeudi 29 août, en pleine saison estivale. Malgré une ouverture prolongée lors des week-ends de septembre et octobre, la météo et le marasme économique ambiant font chuter les recettes de 15 %. C'est le troisième exercice déficitaire consécutif. La conjoncture de l'époque est marquée par une diminution du tourisme d'un jour et les sites tels Walibi Wavre sont donc en recul. Le doute commence à s'installer dans l'esprit d'Eddy Meeùs. Il décide en octobre 1996 de ne plus assurer la gestion journalière donnant les rênes à son fils Thierry Meeùs,. De plus, il cherche à vendre Walibi Flevo, fortement déçu par sa mauvaise fortune. Il rencontre en novembre 1996 le directeur de l'entreprise américaine Premier Parks qui a créé son groupe grâce à une méthode de rachats offensive et lui propose l'acquisition de certains de ses parcs. Quatre mois plus tard, une délégation américaine visite l'entièreté des sites du groupe belge et offre de racheter la totalité du groupe Walibi, ce que refuse Eddy Meeùs.
En 1997, le parc tente de renouveler le « contrat Tintin » avec Moulinsart SA mais c'est un échec, et l'ensemble des références aux aventures de Tintin disparaissent totalement des allées et des attractions.
La saison est théâtre d'un incident rare qui fera beaucoup parler de lui. Le mercredi 27 août, à la suite d'une avarie technique, le train du Sirocco n'est pas propulsé assez rapidement et reste coincé au sommet de son looping vertical. Après une première tentative d'évacuation par les pompiers, les 26 passagers seront finalement redescendus avec le train à l'aide d'une grue et neuf personnes seront transportées à l'hôpital pour des maux de tête et baisse de tension. Les conclusions de l'enquête dévoileront qu'une pièce de sécurité du système de lancement s'est brisée. Événement mécanique normal selon les experts, cette casse aurait dû ralentir le train suffisamment pour qu'il ne puisse pas franchir l'inversion. Mais le rapport officiel indiquera que la vitesse réduite et l'inertie ont conduit le train à une situation de parfait équilibre, une situation qualifiée de hasard par ces mêmes experts. L'attraction est remise en route un mois après et ne fait pas fuir le public venu en masse profiter de cette célébrité retrouvée.
Avec 1 000 000 visiteurs, le bilan de la saison 1997 est meilleur qu'en 1996, ouvrant ainsi la voie à de nouveaux investissements mais cette année est surtout synonyme d'un grand changement pour Eddy Meeùs et pour l'évolution de Walibi.

## Vente au groupe Premier Parks (1998-2000)
Le 15 décembre 1997, Eddy Meeùs revient sur sa décision et négocie la vente du groupe Walibi avec la société américaine Premier Parks, un opérateur de parcs d'attractions aux États-Unis. Celui-ci étudie les chiffres de Walibi durant trois mois. L'acquisition du Groupe et donc de Walibi est annoncée officiellement en décembre et est clôturée le 24 mars 1998 peu après l'introduction de Premier Parks à la New York Stock Exchange.

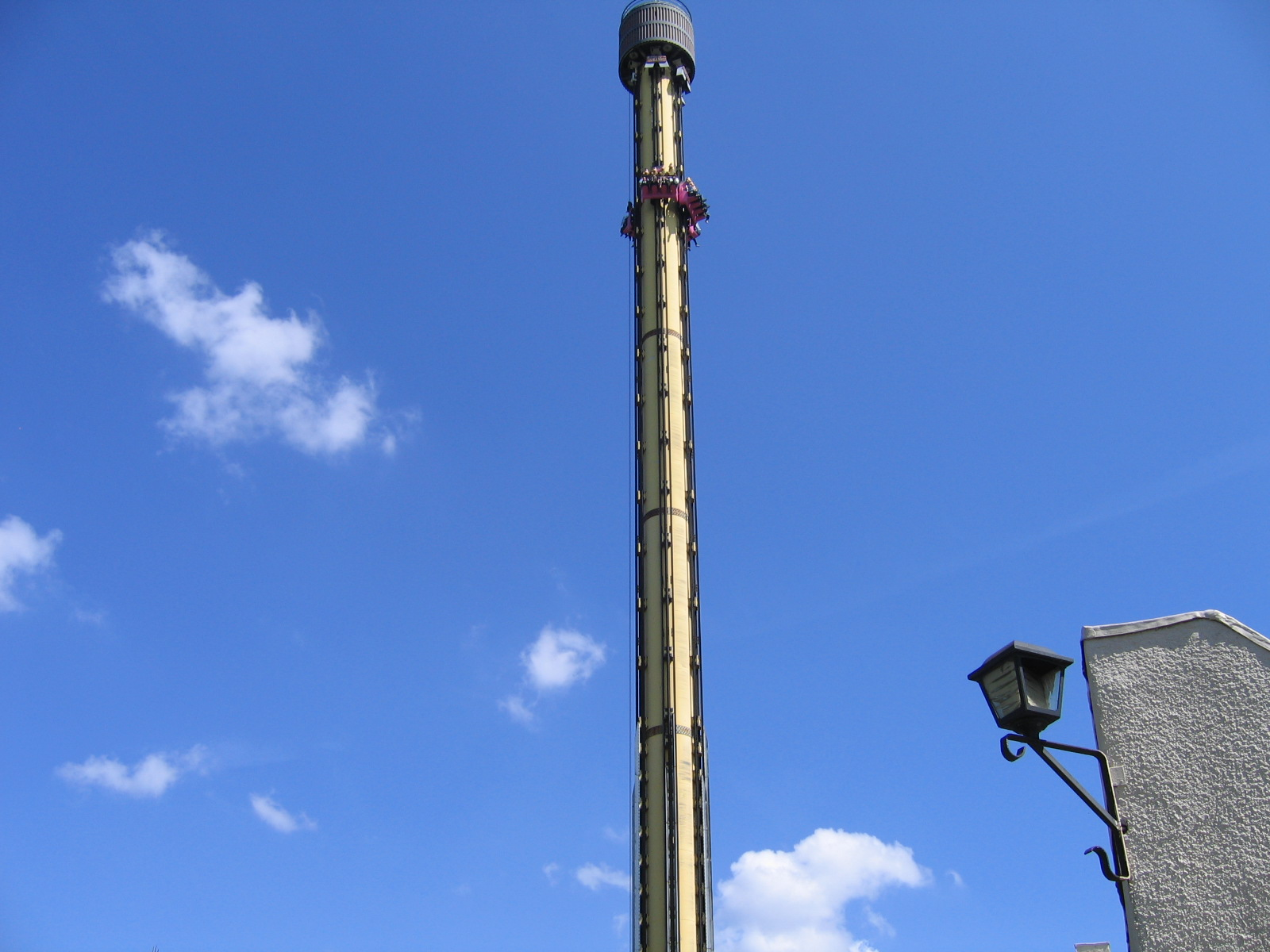
Dalton Terror (1998)

Durant l'intersaison 1997-1998, le public assiste cette année-là au dernier plan d'investissement de l'équipe d'Eddy Meeùs : 200 millions de francs belges — environ 4,9 millions d'euros — pour la transformation complète de la zone Pancho Villa qui devient Lucky Luke City, un nouvel espace consacré à l'univers de Lucky Luke, le personnage de bande dessinée créé par Morris. Les bâtiments existants parmi lesquels l'ancienne structure des otaries et Looping K'nex (ex Panchito) sont rasés pour laisser place à un nouveau village de 15 000 m2 représentant en détail plusieurs éléments clés de la série Lucky Luke. Morris et ses collaborateurs participent d'ailleurs activement à la création de ce projet dans lequel le promeneur retrouve un saloon (un nouveau fast food baptisé Dalton Burger), le bureau du Shérif, la prison ou encore la banque qui constituent la file d'attente d'une nouvelle attraction,. Les entreprises Space Leisure, P&P Projects et Giant concrétisent ce projet en réalisant divers éléments du décorum pour plonger le public dans cet univers,,. Il s'agit de la dernière phase entamée en 1992 pour transformer le thème mexicain du quartier Pancho Villa en un village cow-boy.
C'est une Free Fall Tower du constructeur suisse Intamin qui a coûté à elle seule 125 millions de francs belges — environ trois millions d'euros — : la Dalton Terror. D'une hauteur de 77 mètres, elle est le jour de son inauguration la première de son genre en Belgique et la plus haute du monde.
Afin de l'insérer dans la thématique de la Lucky Luke City, le Colorado est rebaptisé Calamity Mine, en référence à Calamity Jane, un personnage que René Goscinny (le scénariste de la série entre 1957 et 1971) a introduit dans les histoires de Lucky Luke en 1958, ce dernier s'étant inspiré de la véritable Martha Jane Canary. Les Poneys sont aussi remis à neuf, le thème de Tintin en Amérique disparaissant au profit du fidèle compagnon de Lucky Luke : le cheval Jolly Jumper. La famille Meeus représente une dernière fois le parc en inaugurant ce nouveau quartier, Premier Parks reprenant la gestion du groupe en mai. Les quartiers thématiques qui découpent jusqu'alors Walibi sur les plans distribués à l'entrée sont supprimés en 1998. Seule la zone Lucky Luke City est dorénavant mentionnée contrairement à Ali Baba, Syldavie, Caraïbes et Futura. En fin de saison 1998 Le Big Yoyo est fermé et détruit.

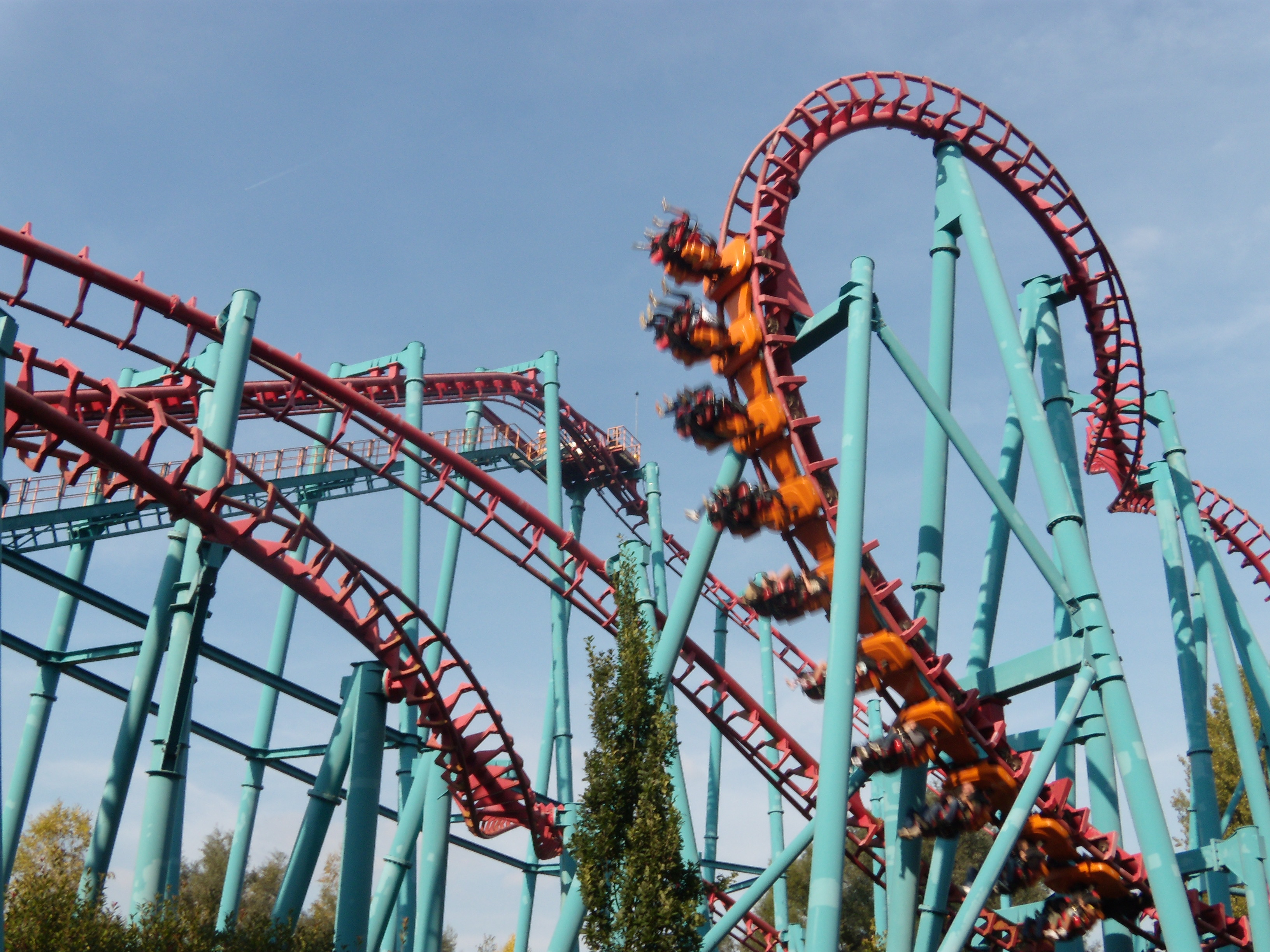
Vampire (1999)

En 1999, le parc inaugure trois nouveautés pour un investissement total de 400 millions de francs belges (environ 9,9 millions d'euros) dont 250 millions de francs belges, environ 6,2 millions d'euros pour le Vampire, un Suspended Looping Coaster du fabricant néerlandais Vekoma. Premières montagnes russes de ce type en Belgique, elles sont construites dans une nouvelle zone proche de l'entrée. Son parcours de 689 mètres de long est composé de 5 inversions pour un lift hill haut de 35 mètres. Les passagers ont les pieds dans le vide et subissent des accélérations de 4G pour une vitesse maximale de 80 km/h. Pour les familles, un manège avec des gondoles en forme de drakkars, Dragon Boat, et un parcours de montagnes russes La Coccinelle (un modèle Tivoli), tous deux du constructeur allemand Zierer, sont construits dans la zone Caraïbes.
D'importants travaux d'insonorisation ont lieu sur le Sirocco qui est rebaptisé Turbine et dont le circuit est désormais quasi entièrement couvert y compris le looping vertical. Dans un style vieille usine ressemblant au Flash Back, ce changement majeur permet au parc de diminuer les nuisances sonores de l'attraction de 60 à 50 dB. En outre, la direction annonce l'achat de 4 hectares de terrain appartenant aux facultés universitaires Saint-Louis situés en bordure du parc (le Moulin de Limal) pour des futures extensions, mais sans projet spécifique à ce moment-là.
L'année est exceptionnelle et le parc enregistre une augmentation d'un peu plus de 30 % de visiteurs pour clôturer à 1 350 000 entrées.
Lors de l'hiver 1999-2000, le parc prépare son 25e anniversaire et poursuit ses investissements en injectant 300 millions de francs belges — environ 7,4 millions d'euros — dans une toute nouvelle zone d'entrée (qui est élargie avec de nouvelles caisses, deux boutiques et un nouveau centre d'informations) et dans plusieurs attractions. Le fast food de la zone Futura, le Jumbo Burger, est également détruit pour être remplacé par une nouvelle zone enfants composée de cinq attractions, dont trois nouvelles commandées auprès du fabricant italien SBF Visa : Tree House, une mini tour en forme d'arbre de 7,70 mètres de haut, Abeilles Volantes, une version réduite des chaises volantes et Mini-Police, un manège de type tasses où 6 voitures tournent autour d'un policier.
La même année, le manège d'avions, Baby Kangourou est rethématisé et est renommé Petits Avions. Premier Parks se rebaptise Six Flags en 2000.
En milieu de saison, un quotidien belge annonce l'intention des propriétaires américains d'abandonner la marque Walibi au profit d'une appellation Six Flags. Il faut savoir que le groupe avait racheté les droits d'exploitation des personnages de la Warner Bros. aux États-Unis et en Europe et avait par ailleurs déjà transformé Walibi Flevo en Six Flags Holland en début d'année. En outre, ils travaillaient activement à l'amélioration de Warner Bros. Movie World Germany et au projet de Warner Bros. Park Madrid. La direction du parc, par la voix de son directeur du marketing Dominique Fallon, indique alors à la presse qu'il est prématuré de parler du départ du kangourou.
En fin de saison, le parc organise, pour la première fois, une saison Halloween. Pendant quelques semaines, les allées sont transformées avec des ballots de paille, des tonnes de citrouilles et une multitude de décors. De nombreuses animations et spectacles sont présentés et une maison hantée est conçue dans un ancien restaurant Les Pagodes. L'opération est un succès et le parc enregistre un record de fréquentation pour la saison : 40 000 visiteurs en 2 jours.
En décembre, les rumeurs enflent et beaucoup d'indices portent à croire que le parc sera transformé et rebaptisé la saison suivante. Durant l'hiver 2000-2001, il devient un immense chantier.

## Six Flags Belgium (2001-2004)

Logo de Six Flags Belgium

Le 12 janvier 2001, la direction de Six Flags Inc. annonce officiellement à la presse la transformation du parc pour la nouvelle saison ainsi que son nouveau nom : Six Flags Belgium. Propriétaire des droits de la Warner Bros., Six Flags décide d'y introduire certains des personnages des licences Looney Tunes (parmi lesquels Bugs Bunny qui en devient le symbole principal, Daffy Duck, Titi et Grosminet) et Batman.
La transformation de Walibi est radicale et l'investissement conséquent : près de 1,2 milliard de francs belges, environ trente millions d'euros. Outre de nombreux travaux structurels (parking rénové, élargissement des allées principales, réhabilitations diverses, nouveaux espaces verts), plusieurs bâtiments et attractions sont détruits et une quinzaine de nouveautés font leur apparition. De nouvelles zones thématiques sont créées et la plupart des attractions existantes sont rebaptisées, à grand renfort de décors et accessoires. Les travaux sont tellement importants que le parc n'ouvre que le 28 avril 2001, après les vacances de Pâques.
Dans la première partie du parc, plusieurs éléments sont entièrement rasés : le restaurant les Pagodes, la salle du spectacle des perroquets Funny Parrots et trois attractions (le Carrousel 1925, les autos-tamponneuses Autoscooters et Top Gun). Le Cinéma 3D est mis à la retraite et remplacé par un spectacle consacré aux Looney Tunes : Bugs Bunny and Friend's Show.

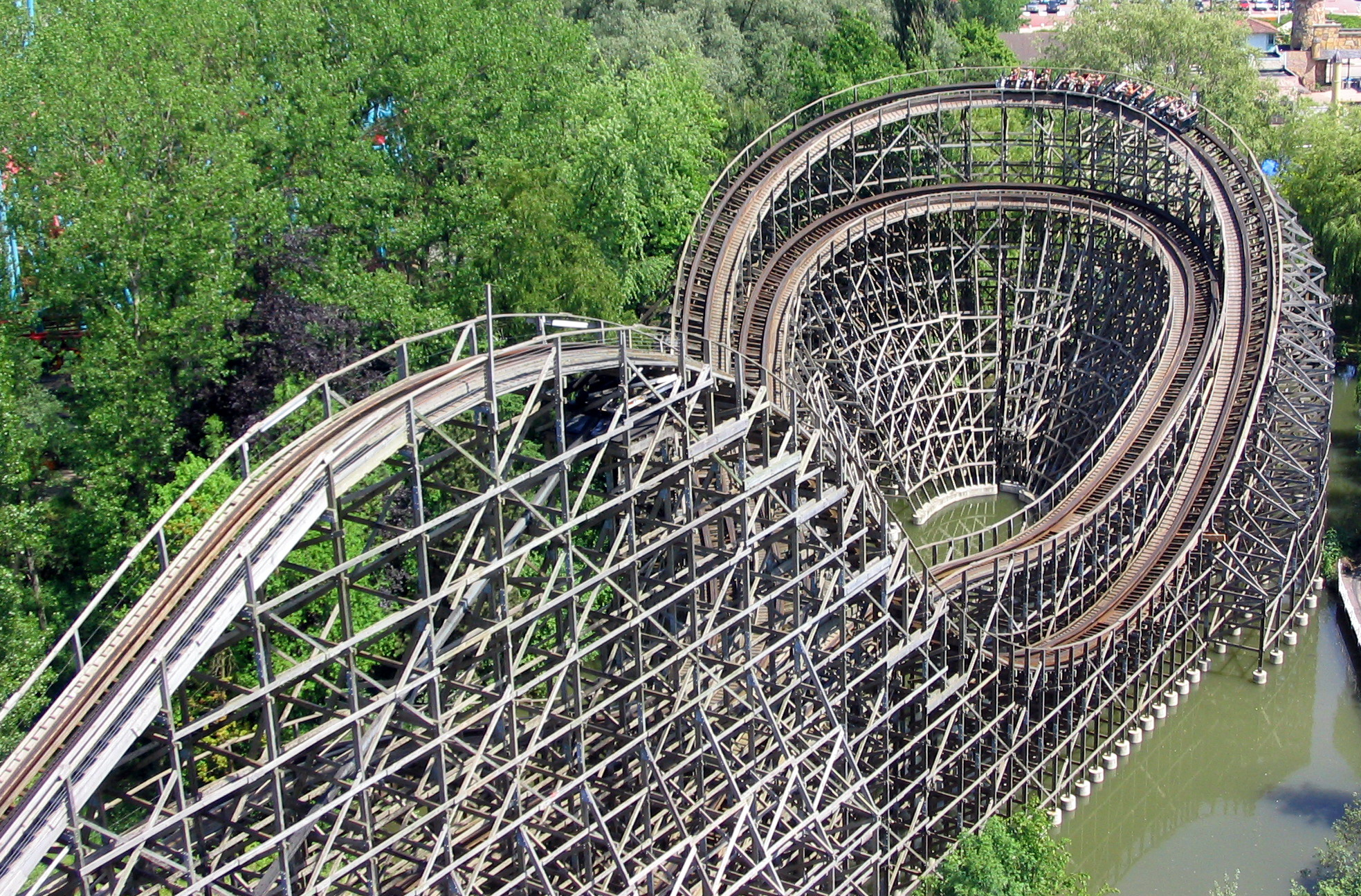
Loup Garou (2001)

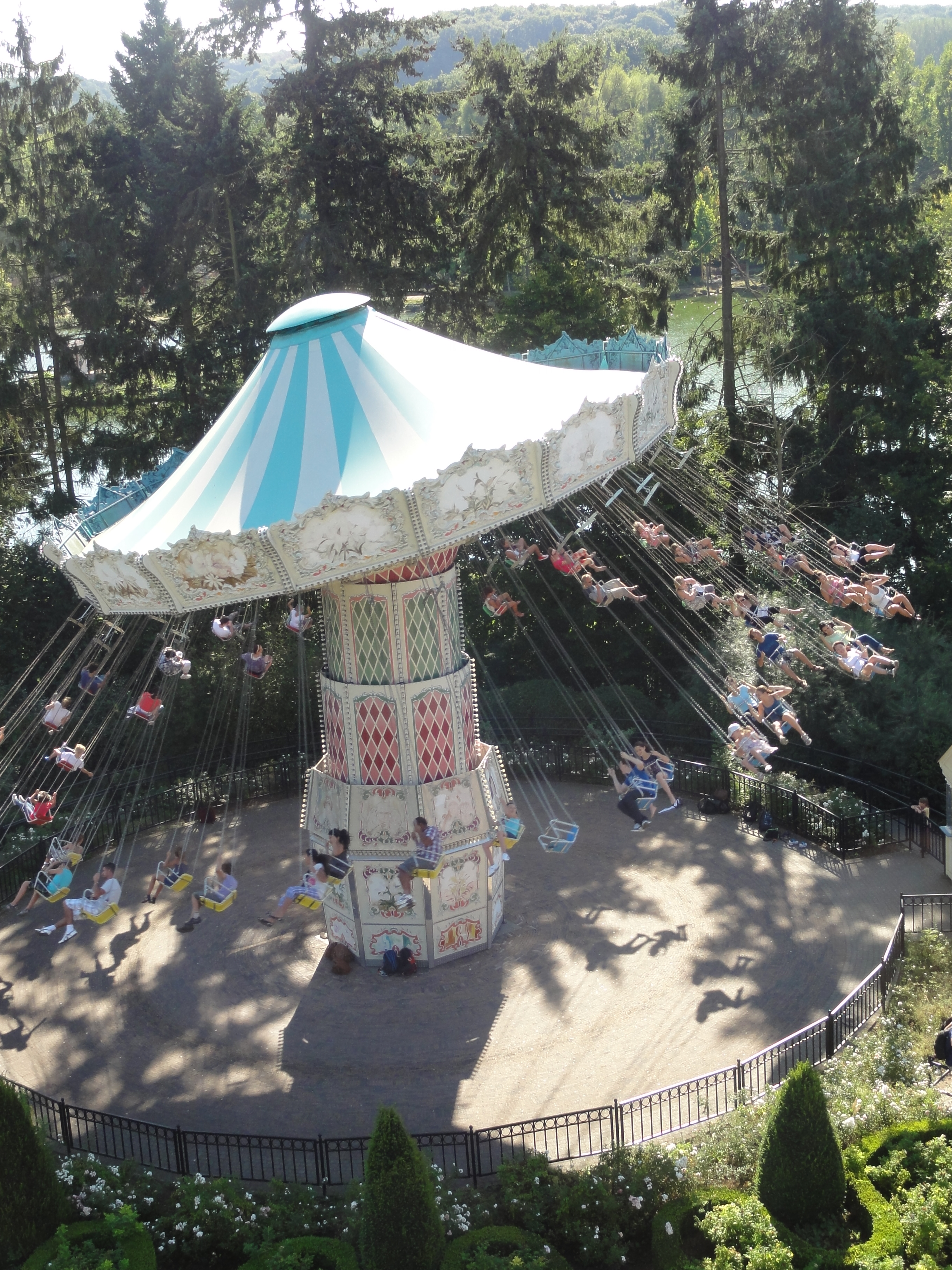
French Cancan (2001)

C'est dans cette zone que se situe l'un des plus gros investissements de la transformation, un circuit de montagnes russes en bois — de conception Vekoma — baptisé Loup Garou et construit sur une superficie d'1,5 hectare, en partie sur le lac situé entre les Vieux Tacots et le Vampire. Premières montagnes russes de ce type en Belgique, le circuit mesure 1 028 mètres de long et son sommet culmine à 32 mètres pour une vitesse maximale de 80 km/h. Il faut alors près de 1 500 m3 de bois, 1 040 pieux en béton et 15 000 boulons pour le construire. Un manège familial, French Cancan, de type chaises volantes du constructeur Zierer, vient compléter la zone qui représente désormais la France. La Grande roue perd les couleurs de Walibi (jaune et orange) pour se doter d'une nouvelle livrée et de nouvelles nacelles.

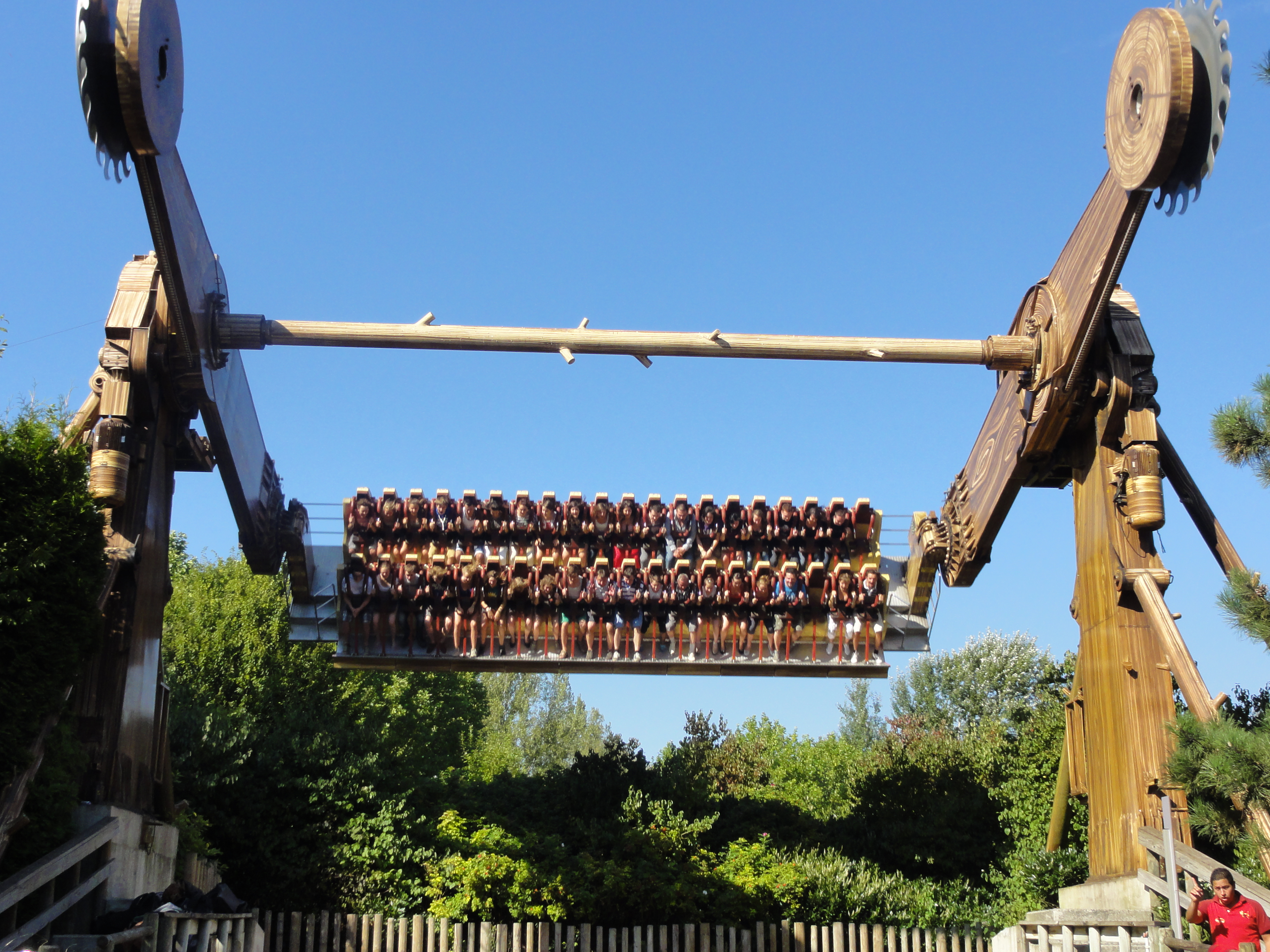
The Screamer (2001)

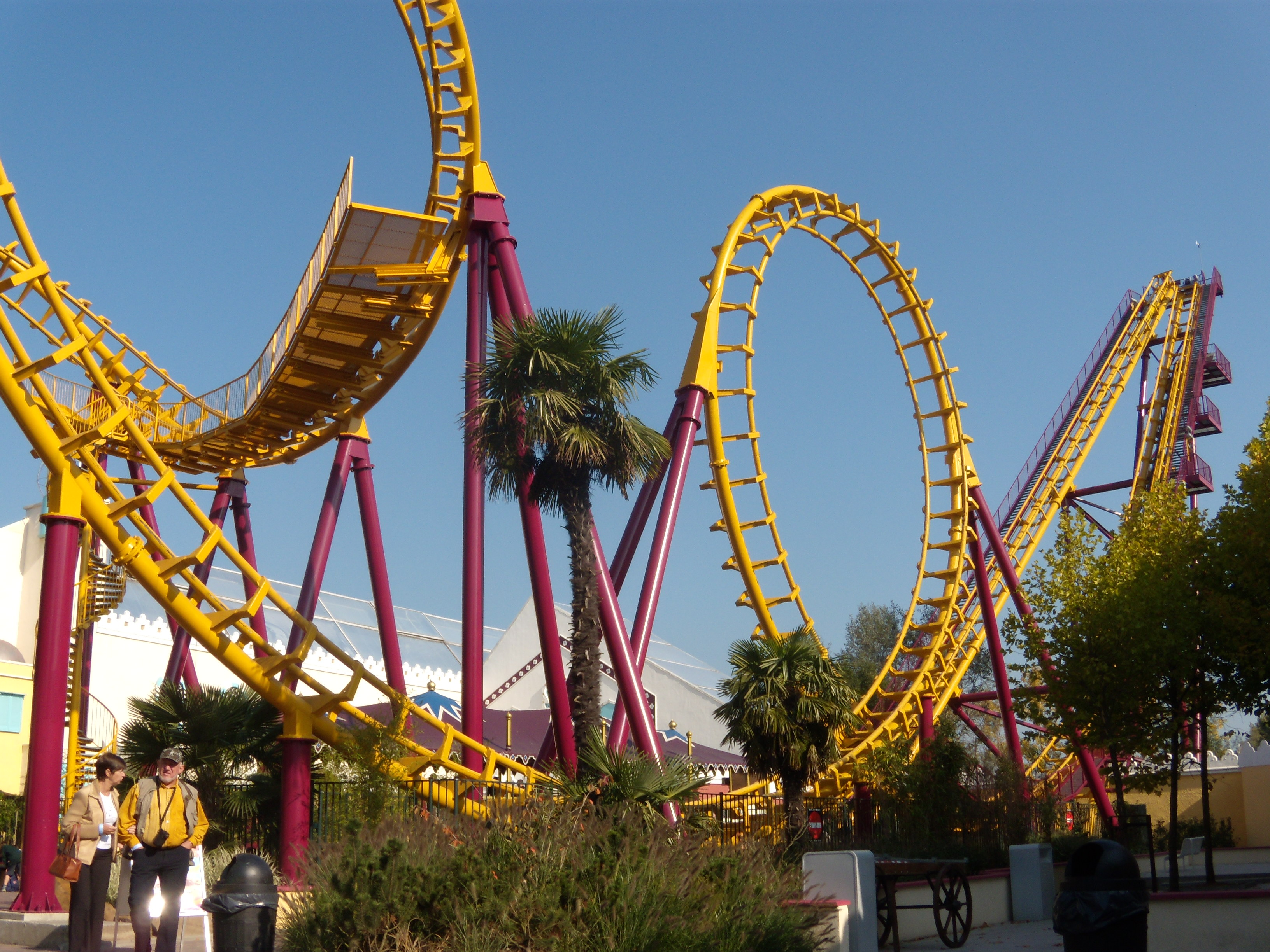
Cobra (2001) ici avec les nouvelles couleurs depuis 2008

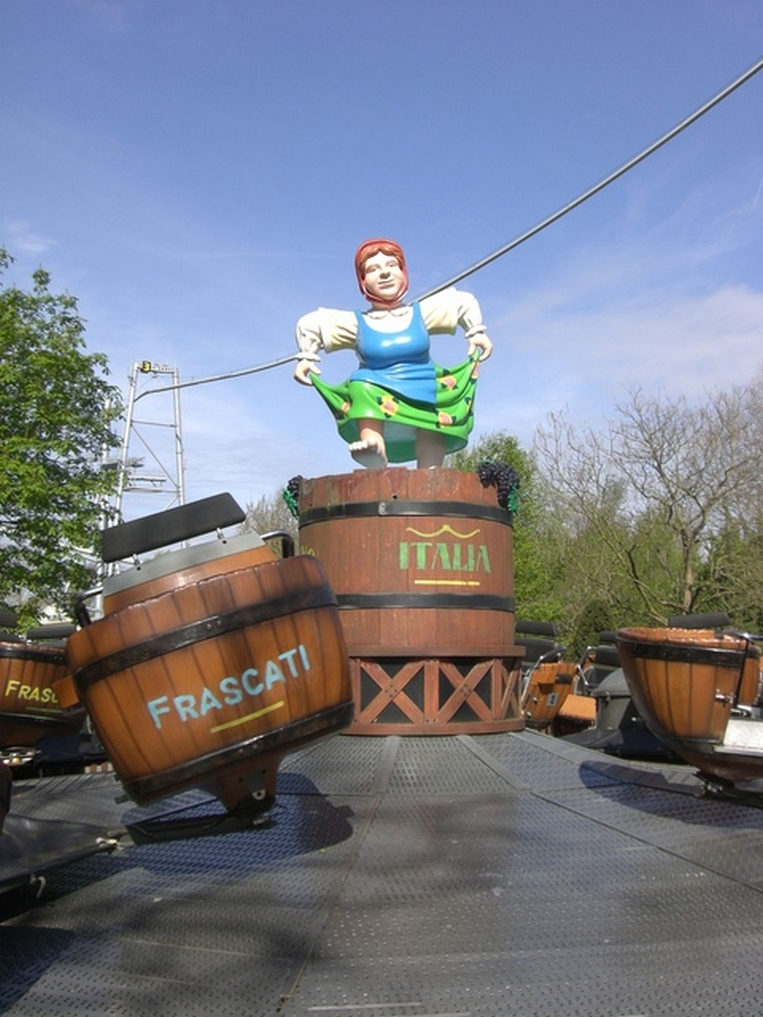
Cilindri Rotanti (2001)

Au centre du parc, d'autres installations disparaissent comme la plaine de jeux de l'ancienne zone Futura qui est remplacée par de nouvelles autos-tamponneuses du constructeur Reverchon, La Via Roma, dans un thème italien. Cilindri Rotanti, un manège de type Breakdance du constructeur allemand Huss Rides est installé à l'emplacement où se trouvait le Big Yoyo. Les références au kangourou Walibi disparaissent de Walibiland, qui est rebaptisé Tchou Tchou. Enfin, une nouvelle attraction de type Top Spin de Huss Rides, The Screamer, est ajoutée dans l'entrée de la Lucky Luke City.
L'esplanade de la zone Ali Baba est quasi entièrement détruite — y compris la scène du spectacle de magie — pour laisser place à des montagnes russes, également de Vekoma et de type Boomerang : Cobra. Son train unique est tracté en marche arrière sur une hauteur de trente-cinq mètres avant d'être libéré sur le circuit composé de trois inversions, pour finalement être rétracté dans l'autre sens et effectuer le même parcours en marche arrière. Un manège familial, Tapis volant (de même type), est construit sur l'une des terrasses du fast food Khalif Burger situé tout à côté.
D'importants travaux sont également entrepris sur l'espace pique-nique situé entre la Radja River et la Turbine. Cette extension se compose d'une Mad House Vekoma le Palais du Génie sur le thème des 1001 nuits mais également d'une grande zone enfants sur l'univers des Looney Tunes : Bugs Bunny Land. Y sont notamment construites une plaine de jeux Looney Tunes Tree House, des fontaines et sept attractions fournies pour la plupart par le constructeur italien Zamperla : le petit train de Charlie le Coq, Avion-école Marvin le Martien, Elmer autour du monde, Transports Taz & Co, le sous-marin fou de Daffy, la Mine d'Or de Yosemite Sam et les acrobaties de Grosminet.
Dans le fond du parc, Six Flags installe deux manèges de la société américaine Chance Morgan : Salsa y Fiesta, un manège de tasses, et Octopus, un Wipeout. Quant au Grand Amphithéâtre, il accueille désormais Batman Thrill Spectacular, un spectacle de cascades sur le thème de Batman.
Une grande campagne publicitaire est mise en place pour faire connaître le nouveau nom du parc et l'arrivée des nouveaux personnages. Celle-ci est qualifiée de « rouleau compresseur » et de « rupture abrupte avec le passé » par le vice-président marketing du groupe de l'époque car Six Flags souhaite imposer sa marque en Europe et démontrer ses normes de qualité en termes d'accueil et d'attractions. Le groupe souhaite également doter le parc d'une image plus familiale, et moins ciblée adolescents. L'arrivée des Looney Tunes vise à élargir la cible des clients aux familles avec petits enfants. Si l'essentiel du budget marketing est alloué à la télévision (différents spots ayant pour objectif de faire connaître le changement de nom, la marque, puis les nouvelles attractions), le groupe investit également dans des spots radio, des annonces dans la presse, une campagne d'affichage et des actions de marketing direct dans les écoles et les entreprises. Afin de fidéliser la future clientèle, Six Flags met également en place l'Euro Season Pass, un abonnement annuel donnant accès à tous les parcs du groupe toute l'année, pour à peine quelques euros de plus que le billet d'entrée classique.
Six Flags est tourné vers l'avenir et montre ses ambitions en demandant une dérogation au plan de secteur communal pour pouvoir installer de nouvelles attractions sur cinq hectares de terrains achetés aux facultés universitaires Saint-Louis, une demande qui sera acceptée par le conseil communal en mars. En fin de saison et vu le succès de l'année précédente, le parc remet en place une saison Halloween (Halloween Horror Fest) avec une nouveauté de taille : l'ancienne attraction Le Secret de la Licorne est transformée en maison hantée. L'ancien canal est utilisé comme walkthrough et plusieurs animatroniques sont récupérés pour créer des personnages monstrueux. 
Le 24 novembre 2001, une page se tourne définitivement dans l'histoire du parc avec l'annonce du décès d'Eddy Meeùs, à la suite d'une longue maladie. Six Flags lui rendra hommage début 2003 avec l'installation d'une plaque commémorative dans la zone d'entrée.
En 2002, il n'y a pas d'investissement majeur à Six Flags Belgium si ce n'est la création d'un nouveau spectacle au sein du Grand Amphithéâtre en remplacement de Batman Stunt Spectacular : Atlantis Mystery Show. Trois attractions sont mises à la retraite durant la saison : Le Palais d'Ali Baba, qui est transformé en walkthrough pour la saison Halloween, Tornado et le Bounty, qui sera définitivement démonté en 2006.

Logo de Challenge of Tutankhamon (2003)

Pour la saison 2003, Six Flags Belgium relance ses investissements et inaugure une nouvelle attraction, Challenge of Tutankhamon, un parcours scénique interactif conçu par la société américaine Sally Corporation. À l'origine prévue en 2002, l'attraction est construite dans l'enceinte du bâtiment qui avait abrité Le Secret de la Licorne et a coûté six millions d'euros.
Les visiteurs prennent place par six dans des véhicules autoguidés qui sont munis de pistolets lasers et d'écrans de contrôle. Ils sont censés retrouver un archéologue, le Docteur Xavier Gaudet, qui est entré dans le tombeau de Toutânkhamon en vue de retrouver son trésor pour le mettre à l'abri des voleurs au musée du Caire. Mais au début de l'aventure, ils sont prévenus de l'existence d'une malédiction par un second personnage, Nazeer, qui leur indique que l'ankhinator — le nom donné au pistolet laser — sera leur seule protection contre « la malédiction du pharaon ». En fait, s'ils touchent des cibles colorées, ils gagnent des points. Les visiteurs découvrent rapidement un nouveau personnage, la divinité Seth chargée de protéger le tombeau des profanateurs. Il déclare la malédiction de Toutânkhamon et les emporte dans un dédale de couloirs où ils vont devoir se battre, tour à tour, contre un chacal à trois têtes, des serpents, un scorpion géant, des scarabées, des momies…

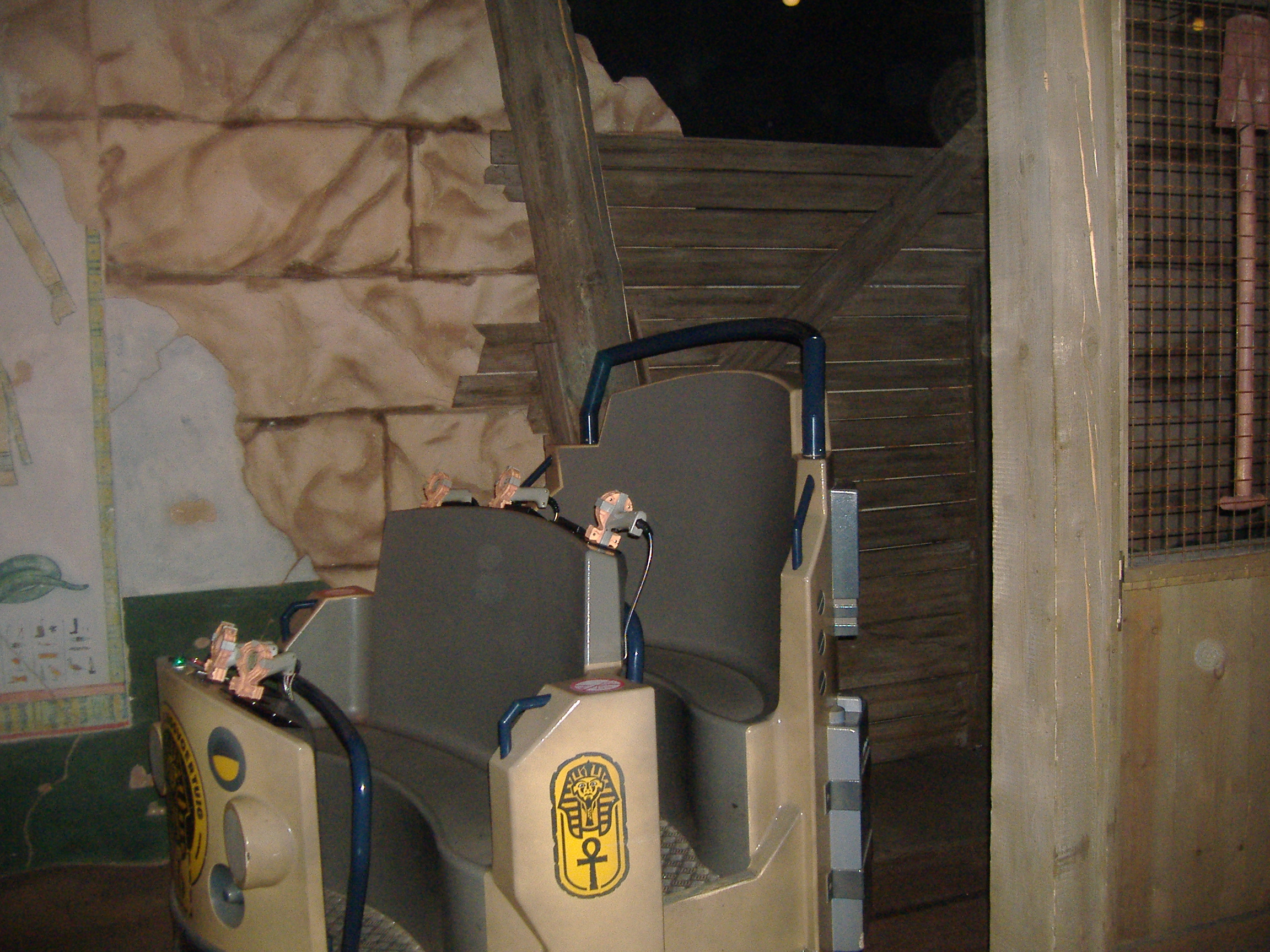
Challenge of Tutankhamon (2003)

Sur le parcours d'une superficie de 1 597 m2, près de cent trente cibles interactives sont installées, dont la plupart sur cinquante-quatre animatroniques dont certains réagissent en fonction du nombre de fois où ils ont été touchés. L'attraction possède en outre différents effets sonores, lumineux et pyrotechniques, mais se démarque aussi par un scénario qui propose trois fins alternatives.
L'originalité vient en effet à la fin du circuit. Après avoir combattu les « guerriers de Seth » dans la dernière scène, le score de chaque véhicule est calculé automatiquement, et en fonction d'un barème de points, les visiteurs sont soit dirigés vers une nouvelle salle (une dernière épreuve contre Seth) soit vers la sortie où on leur indique qu'ils ont été vaincus par la malédiction. Pour ceux qui réussissent à battre Seth, une seconde salle leur est ouverte : la salle du trésor où ils reçoivent les félicitations d'un égyptologue. Pour les autres, un autre couloir les dirige tout droit vers la même destinée que les premiers perdants.
Le parc inaugure en milieu de saison une autre attraction construite par la société américaine Funtime, payante celle-ci, Sky Diver, une espèce de balancier composé de deux structures en acier hautes de quarante-cinq mètres. Le parc devait également ouvrir une attraction familiale, des canots à moteurs électriques, mais cette dernière ne verra jamais le jour. Quant au spectacle Atlantis Mystery Show, il est prolongé pour une année supplémentaire. Enfin, il est décidé de fermer Tornado pour toute l'année. Le parc fait toujours l'objet de vives critiques des riverains par rapport aux nuisances sonores, notamment celles liées aux nouvelles attractions, et le parc consent à investir plus de 500 000 euros dans divers travaux comme la construction d'un mur antibruit le long de Bugs Bunny Land et le remplissage avec du sable des supports du Cobra et de la Turbine.
À la fin de la saison Halloween, la direction annonce que l'année a été excellente en termes de fréquentation et que le parc a connu l'un de ses meilleurs étés depuis son ouverture, sans toutefois donner de chiffres. En décembre, le parc invite la presse à découvrir le retour du personnage Walibi à l'Aqualibi où d'anciens décors de l'attraction Walibiland ont été installés. L'ancienne statue qui se trouvait à l'entrée du parc est alors présentée dans l'accueil.
La saison 2004 est assez calme et la seule nouveauté de l'année Grand Prix Go Karting, un circuit de karts électriques sponsorisé par Bridgestone, est en réalité une attraction payante. La piste de 150 mètres de long est installée dans le fond du parc, à côté de Challenge of Tutankhamon. La direction mise plutôt sur les événements spéciaux et organise tour à tour le Rollercoaster Month, l'Exotic Summer Festival et les Graffiti Days avant la période d'Halloween. Pendant l'année, le parc accueille son 30 millionième visiteur.

## Acquisition par Palamon Capital Partners et retour de Walibi (2004-2005)
Empreint à de grosses difficultés financières liées à la baisse d'activité de ses parcs en Amérique du Nord, Six Flags décide de procéder à la vente de sa division européenne, y compris Six Flags Belgium. C'est un fonds d'investissement privé londonien, Palamon Capital Partners, qui se porte acquéreur du groupe en mars 2004 pour un montant de 200 millions de dollars américains et qui prend donc en charge la gestion et le développement du parc. Palamon renomme le groupe en Star Parks et se lance à la recherche d'un nouveau nom pour Six Flags Belgium qui doit abandonner la marque Six Flags ainsi que les différentes licences Warner,.

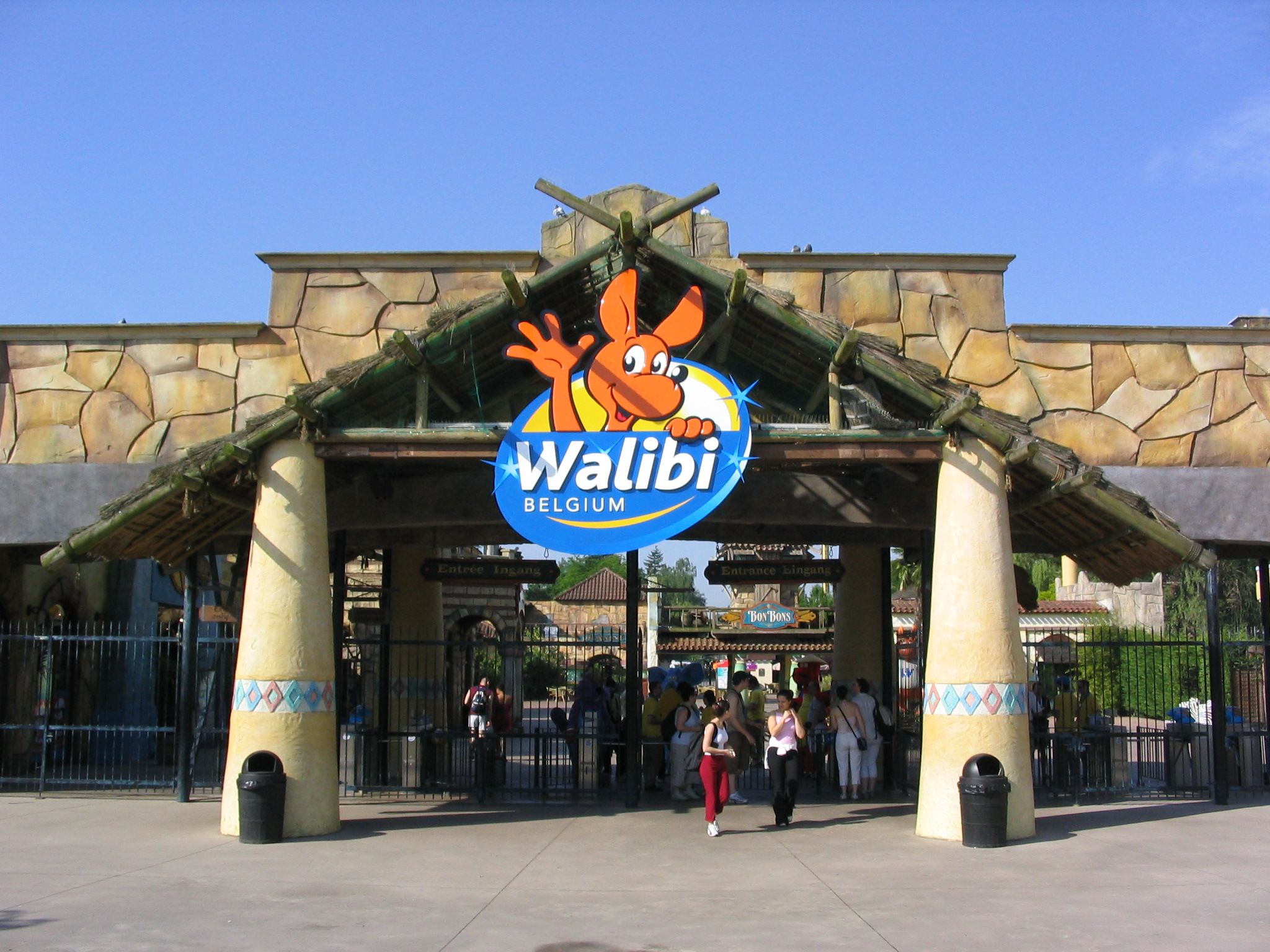
Le logo à l'entrée du parc (2005)

Après une étude de marché, il apparaît que le nom et la marque Walibi ont, aux yeux des Belges, une grande importance et une certaine valeur sentimentale. Star Parks fait alors le pari de revenir aux sources pour célébrer le trentième anniversaire du parc. Fin 2004, le groupe convie la presse au Centre belge de la bande dessinée à Bruxelles et annonce le retour du kangourou, sous le nom Walibi Belgium. Symboliquement, Bugs Bunny fait ses adieux et donne les clés du parc à Walibi. Dans l'enthousiasme de ce comeback, Dominique Fallon en profite même pour indiquer aux journalistes qu'Eddy Meeùs avait considéré que le changement du nom en Six Flags avait été une grosse erreur de gestion de la part des Américains. La fréquentation atteint cette saison 1,1 million de visiteurs.
Selon le scénario établi par l'équipe créative du parc, Walibi était parti faire le tour du monde. Il est revenu accompagné de nouveaux amis qu'il a rencontré au détour de ses aventures : sa compagne Walibelle, Oscar le chat européen, Rocky le castor américain, Wok le dragon asiatique, Doudou le pingouin arctique, Mama Lily l'hippopotame et Splash l'éléphant africains et d'autres personnages qui seront désormais dans les allées du parc.
Star Parks annonce également le retour de la thématique de la bande dessinée et renoue donc avec les vieux projets d'Eddy Meeús qui avaient disparu avec la vente du parc et l'arrêt du « contrat Tintin ». Des accords sont signés avec des éditeurs pour introduire deux séries célèbres en Belgique : Boule et Bill de Jean Roba et Bob et Bobette de Willy Vandersteen. En parallèle, elle rafraîchit et remet en avant les personnages de Lucky Luke de Morris dans la Lucky Luke City.

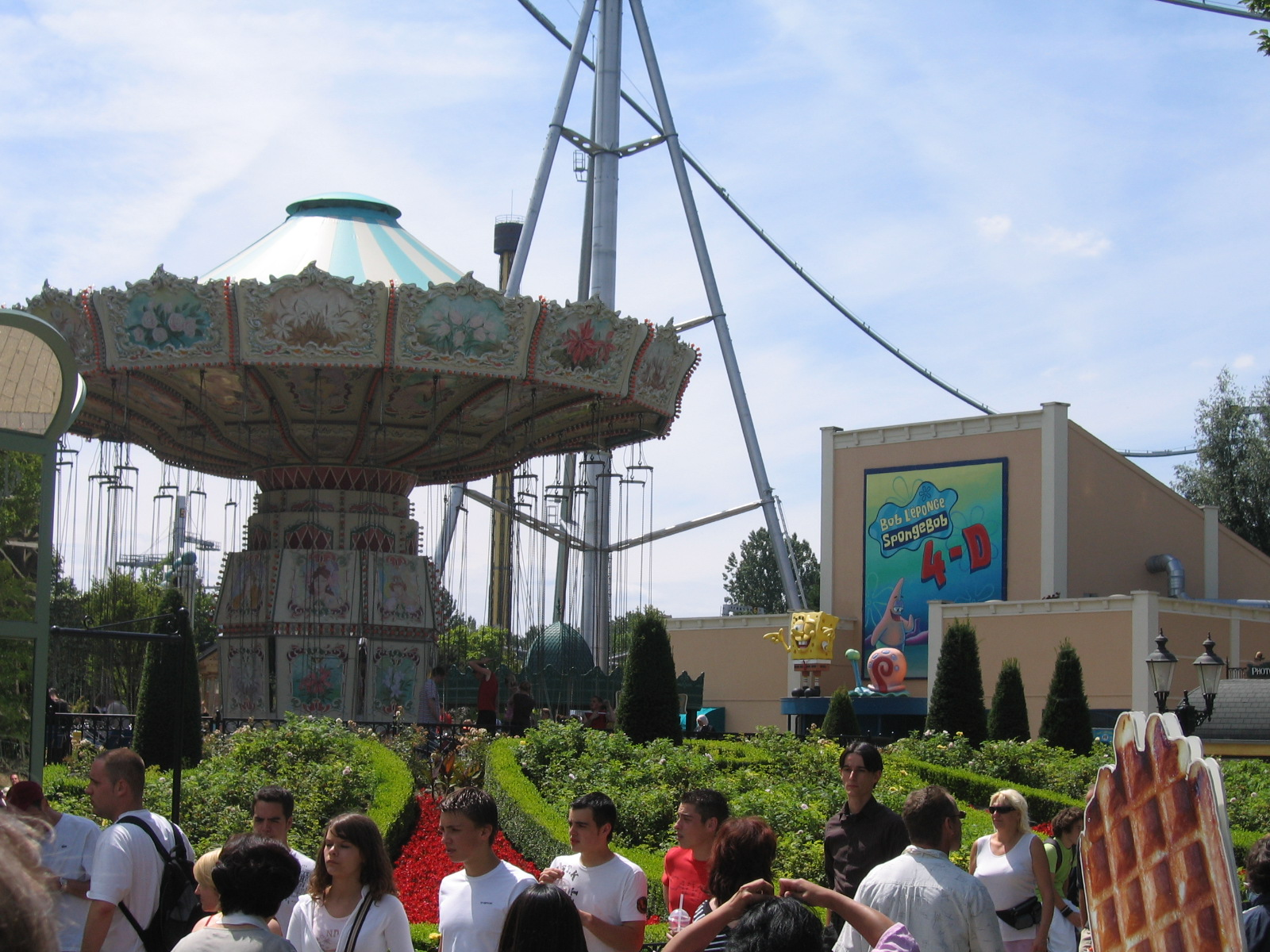
Bob l'Éponge Cinéma 4D (2005)

Star Parks investit près de 3,5 millions d'euros dans les transformations nécessaires et dans une nouvelle attraction. Une grande partie du travail est réalisée dans l'ancien Bugs Bunny Land où une grande partie de la thématique est modifiée. La zone est appelée Walibi Folies et les attractions sont alors à l'effigie des nouveaux amis de Walibi. L'attraction Vieux Tacots reçoit de nouveaux décors et devient Boule et Bill Autostop. Quant à la zone italienne, elle accueille les personnages de Bob et Bobette, avec la Via Roma qui devient Tuf Tuf Club, en référence à un album de la série.
La nouvelle attraction représente un investissement total de 1,25 million d'euros. Elle est installée dans le bâtiment qui abritait le Cinéma 3D et le Théâtre de Bugs Bunny. Cinéma 4D SpongeBob est un cinéma 4-D de cent soixante places conçu par SimEx-Iwerks (en) et qui diffuse le film SpongeBob Square Pants 4-D Ride sur le thème de Bob l'éponge, une licence de Nickelodeon. Une boutique sur le thème du dessin animé est construite à la sortie.
L'inauguration du « nouveau Walibi » a lieu le 26 mars 2005 en présence notamment de Thierry Meeùs et de Jean Roba. Le retour du kangourou est un succès populaire et le parc enregistre une augmentation de 10 % de sa fréquentation durant l'été (comparativement à 2004). En septembre, la direction annonce la vente et le départ du Tornado qui est à l'époque fermé depuis deux ans. Le parcours de montagnes russes fait parler de lui une dernière fois en étant transformé en Tornalloween lors de la saison Halloween, un parcours hanté peuplé de personnages mystérieux.

## Un nouveau propriétaire: la Compagnie des Alpes (2006-2010)
En mai 2006, Walibi Belgium tombe dans le giron de la compagnie des Alpes, société française cotée en Bourse dont la filiale Grévin & Cie (rebaptisée CDA Parks peu de temps après) est en pleine expansion sur le marché des parcs d'attractions et de loisirs en Europe. Le parc conserve son nom, les personnages créés par Star Parks ainsi que l'utilisation des licences de bande dessinée.
Avant cette annonce, en janvier, la décision est prise de détruire le Tornado car l'acquéreur pressenti, une entreprise chilienne, finit par se désister. L'attraction est rasée en quelques jours, et la direction annonce rapidement l'arrivée d'une nouveauté sur le terrain ainsi dégagé. Le contrat d'un montant de 4 millions d'euros a en fait été signé en novembre 2005 par Bill Muirhead, à l'époque administrateur délégué du Groupe Star Parks.

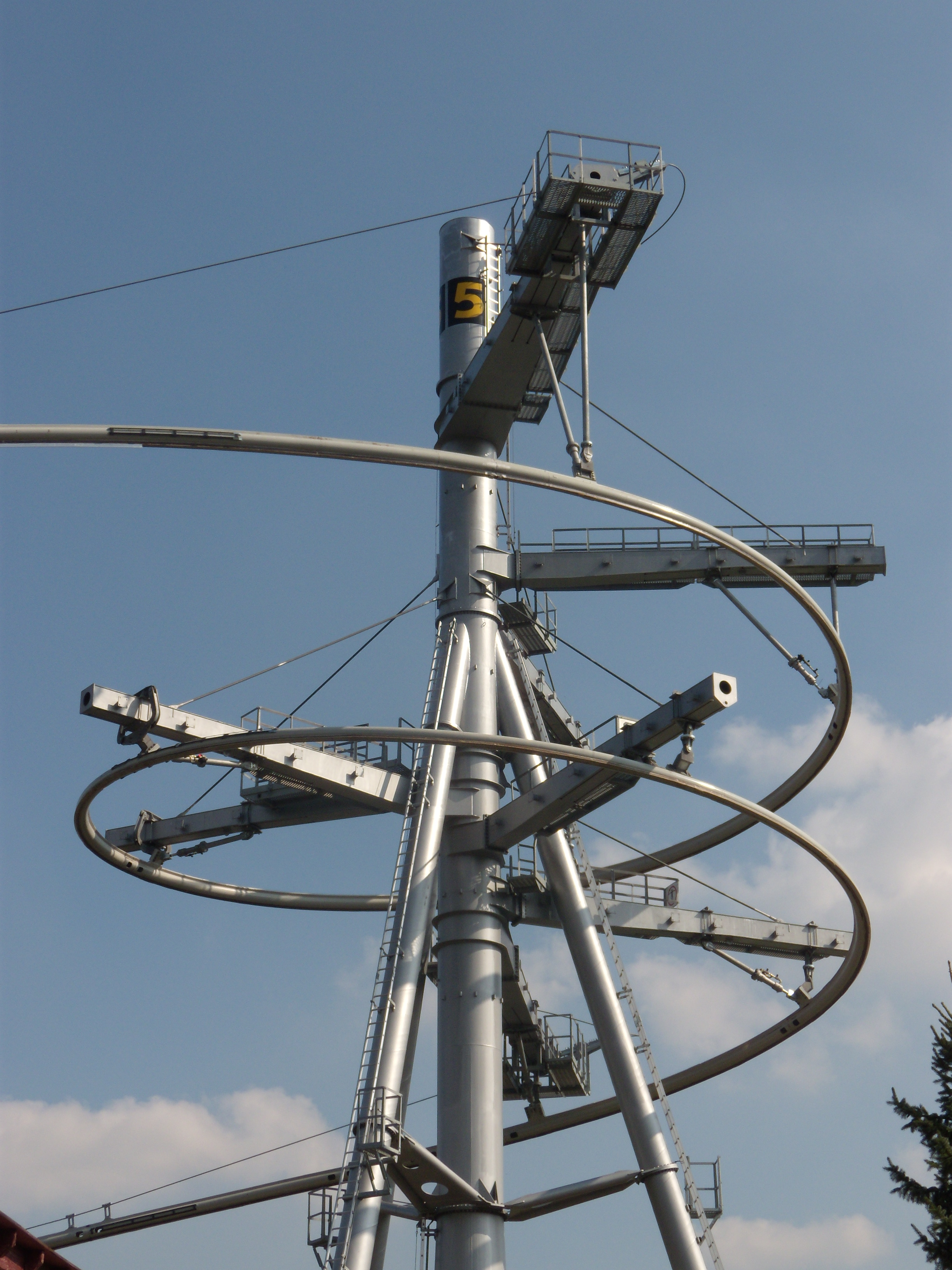
Vertigo (2006)

Présenté comme étant une attraction familiale et un prototype unique au monde, elle est conçue par une entreprise autrichienne spécialisée dans la construction de téléphériques et de télésièges de montagne, Doppelmayr, qui est nouvelle dans le milieu des parcs d'attractions. Star Parks annonce officiellement l'arrivée de ce Mountain Glider (c'est le nom technique du modèle) début février, et le décrit comme étant un mélange entre des montagnes russes et un téléphérique. Le circuit, composé d'un câble sur lequel circulent des véhicules suspendus, serpente dans la zone centrale du parc et culmine à 55 mètres d'altitude. Baptisée Vertigo, l'attraction doit être inaugurée en début de saison et fait l'objet d'une importante campagne publicitaire. Le chantier prend un peu de retard et Vertigo est finalement annoncé au 15 juillet 2006. Finalement, à la suite de complications lors du chantier, le parc annonce par communiqué de presse le report de l'ouverture à la saison 2007.
En 2006 toujours, un investissement de 2 millions d'euros est consenti pour la rénovation et l'amélioration des points de restauration. Le parc signe des accords avec plusieurs partenaires dont la plupart sponsorisent des points de vente, tout en permettant l'élargissement de l'offre produit. Ainsi par exemple, le restaurant Belle Époque est transformé en restaurant italien, le Fabio's, et un stand de plats asiatiques (Take-a-Work) est installé dans la zone Lucky Luke City. Le visiteur voit également l'arrivée d'un nouveau spectacle Mais où est Splash? sur la scène du Théâtre de Walibi ainsi que la fermeture du Sky Diver, situé sur le passage du Vertigo. La fréquentation est en recul de 6 % cette saison avec un total d'environ 1,2 million de visiteurs cumulés pour Walibi et Aqualibi.
En novembre, le Vertigo reçoit les premières autorisations de la TÜV (un organisme allemand spécialisé dans le contrôle des normes de sécurité) et effectue quelques tests avec des passagers. Néanmoins, la direction du parc n'est pas contente car le cahier des charges de Doppelmayr en ce qui concerne la performance de l'attraction n'est pas respecté, elle n'atteint pas un débit horaire de 800 personnes par heure. Elle reporte sa décision d'ouvrir au mois de janvier 2007 et brandit la menace de démonter le parcours de montagnes russes en cas d'échec. Durant l'hiver, CDA Parks annonce un investissement de 8 millions d'euros sur deux ans pour la réhabilitation et l'amélioration de la capacité des attractions existantes, une volonté de la compagnie des Alpes soucieuse entre autres de diminuer le temps d'attente moyen de 15 à 40 %.

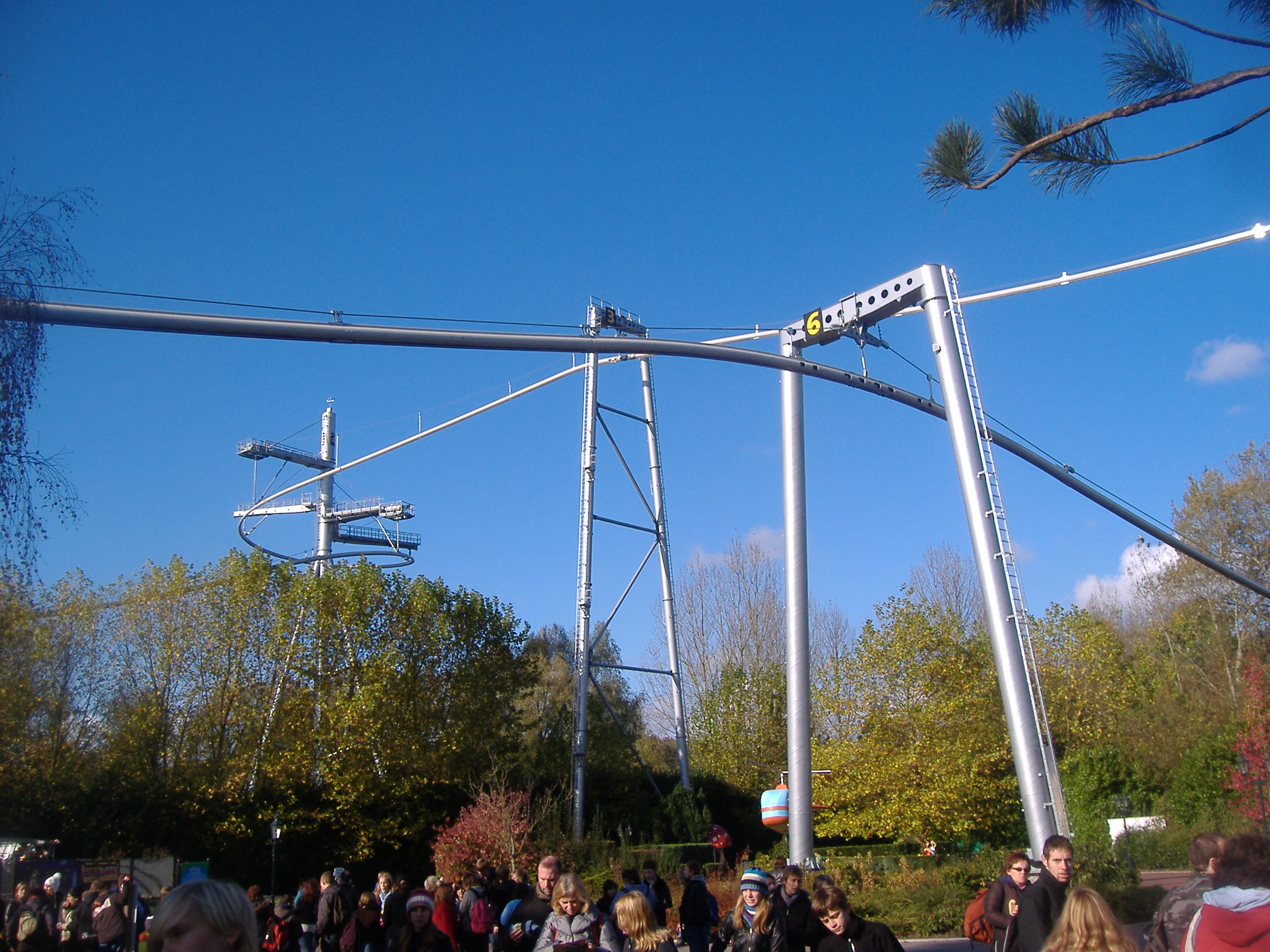
Vertigo (2006)

En mars 2007, le parc annonce que le Vertigo ne sera pas en fonction en début de saison, et indique le report de l'ouverture à une date indéterminée. Finalement, l'attraction accueille les visiteurs à partir de la mi-juin, mais uniquement quelques heures par jour et de façon intermittente, car Doppelmayr continue à travailler sur le débit horaire. L'inauguration officielle est, quant à elle, reportée à l'année suivante.
Le 8 mai 2008, la presse et un invité spécial, Jean-Claude Van Damme, sont conviés à l'inauguration officielle. Doppelmayr semble avoir réussi à fixer le débit horaire du Vertigo à 800 personnes par heure, grâce notamment à une modification de la vitesse de l'ascenseur vertical qui transporte les nacelles au sommet en quelques secondes. Mais quelques jours après, le Vertigo est fermé car une usure anormale a été détectée sur une partie de l'attraction lors d'un contrôle de routine. Le parc arrête par l'occasion la campagne de publicité lancée 15 jours avant et, peu de temps après, annonce que l'attraction restera inaccessible tout l'été.
Finalement, à la fin de la saison, la direction décide de démonter le Vertigo en accord avec Doppelmayr, mettant ainsi fin à près de 3 années d'inconnue. Elle estime à environ 250 000 le nombre de visiteurs qui ont pu profiter de l'attraction.
Pour du reste, sur les 8 millions annoncés pour les réhabilitations des attractions par CDA Parks, le travail s'est principalement concentré durant les inter-saisons 2007 et 2008 sur la Dalton Terror, entièrement repeinte, la Radja River, la Calamity Mine ou encore le Grand Carrousel.
Durant l'hiver 2008-2009, l'attraction Mini Jeeps disparaît au profit d'une promenade thématique sur le thème de Bob & Bobette, tout comme le Grand Prix Go Karting. Pour la saison 2009, le parc n'a prévu aucune nouveauté et poursuit les réhabilitations d'attractions (avec Cobra et la Radja River). La compagnie des Alpes se concentre plutôt sur l'image de Walibi et lance une grande campagne publicitaire dénommée The Big 7. Elle met en vedette sept attractions parmi les plus importantes du parc : Vampire, Loup Garou, Radja River, Flash Back, Dalton Terror, Calamity Mine et Challenge of Tutankhamon. Outre la diffusion de sept clips en télévision et sur internet, plusieurs événements spéciaux sont organisés (la « journée des roux » en honneur de la Calamity Mine par exemple) et des points photos interactifs sont installées dans le parc. La direction prend également la décision de fermer la Turbine sans toutefois condamner définitivement l'attraction. La fréquentation des années 2008 et 2009 se traduit par la venue de 1,3 million de visiteurs sur le complexe Walibi et Aqualibi.
En 2010, le parc célèbre son 35e anniversaire et concentre toujours sa campagne de communication autour des Big 7. Le plan de réhabilitation suit son cours et, durant l'hiver, plusieurs attractions sont rafraîchies (Vampire, Cinéma 4D SpongeBob, Flash Back, Radja River) tandis que d'autres gros travaux sont entrepris dans certains points de restauration. Depuis 2008-2009, c'est ainsi sept millions d'euros qui ont été investis, totalisant finalement à 15 millions d'euros le plan global décidé en 2006 par la compagnie des Alpes. L'amphithéâtre est de nouveau mis à contribution pour accueillir un spectacle Fun Explosia et il est décidé de fermer définitivement l'Inferno (anciennement appelé Enterprise) qui était en fonction dans le parc depuis 1979.
L'événement de l'année est la fermeture de l'Aqualibi pour une refonte totale des installations et une réouverture programmée en 2011. Le projet comprend, entre autres, la construction de nouvelles piscines, d'une zone de jeux pour les enfants, de nouveaux toboggans et d'installations plus confortables (vestiaires, espace restaurant), le tout accompagné d'un plan d'économie d'énergie. En fin de saison, la compagnie des Alpes lance un plan de communication s’intitulant « 2011 va être l'année de tous les changements à Walibi ! », mais ne révèle rien des actions qui seront prises à Walibi Belgium. Le 14 novembre, le parc est quasi totalement inondé à la suite de la crue de la Dyle après les pluies importantes des jours précédents. Malgré des images impressionnantes, l'annonce est rapidement faite à la presse que les dégâts sont limités.

## Walibi, une nouvelle marque de divertissement (2011-2017)
Le 20 janvier 2011, la compagnie des Alpes lève le voile sur la nouvelle image de marque de Walibi lors d'une conférence de presse organisée à Bruxelles. Elle annonce son ambition d'en faire une marque de divertissement globale avec pour objectif de la développer en dehors du domaine des parcs de loisirs, et notamment via les supports de la bande dessinée, de la chanson et du dessin animé. Pendant 3 ans, une équipe d'experts pilotée par le groupe s'est penchée sur la création d'un nouvel univers contemporain et de nouveaux personnages avec pour fil conducteur le thème de la musique. Avec comme cible marketing les enfants âgés de huit à douze ans (décrits par le terme anglophone de tweens), le kangourou change radicalement de style et s'entoure de nouveaux comparses (Squad, Fibi, Haaz, Zenko, Loco et Motiv) qui viennent remplacer les précédents. Les licences de Boule et Bill, Bob et Bobette et Bob l'éponge sont par la même occasion abandonnées afin de laisser place à la nouvelle thématique. Seule la licence de Lucky Luke est conservée.
Walibi Belgium fait donc une nouvelle fois l'objet d'une mise à jour thématique en profondeur — la troisième en l'espace de dix ans — et arbore les nouvelles couleurs ainsi que le nouveau logo de la marque. Une dizaine d'attractions (principalement dans la zone pour enfants Walibi Folies), plusieurs boutiques et restaurants sont rebaptisés et rethématisés autour des nouveaux personnages et de l'univers musical. La principale nouveauté est présentée au cinéma 4D (désormais appelé WAB Cinema 4D) où un nouveau court métrage Rokken'Roll - produit en interne et mettant en scène les aventures de Walibi - vient remplacer Bob l'éponge. Un nouveau spectacle, The Music Battle Show, est également lancé à l'amphithéâtre (désormais appelé Fabulous Arena) avec pour thème principal une battle musicale entre deux groupes : celui de Walibi (les W.A.B.) et celui de Squad (The SkunX).
Peu avant l'ouverture, l'Aqualibi rouvre ses portes au public le 30 mars après près de 500 jours de travaux et un investissement total de 11 millions d'euros. Un accès direct au parc permet toujours aux visiteurs de s'y rendre pendant la journée à un tarif préférentiel. La saison démarre le 9 avril et le parc profite des excellentes conditions climatiques pour signer un record historique de fréquentation lors des vacances de Pâques suivi ensuite par une excellente saison estivale.
Lors de la saison 2012, Walibi Belgium poursuit l'intégration du nouvel univers musical de la marque en rénovant l'attraction Walibi Express, rebaptisée MusicXpress. Les deux trains sont transformés pour l'un aux couleurs des W.A.B. et pour l'autre aux couleurs de The SkunX, tout comme les deux gares. Des personnages embarquent avec les passagers et des animations sont proposées tout au long du parcours. La série de bandes dessinées Les aventures de Walibi publiée chez Dupuis est lancée. Les trois numéros sont échelonnés en février 2012, juin 2012 et juin 2013. Le scénario est signé Jean-David Morvan et Maxe L'Hermenier en est le dessinateur. Wuye Changjie collabore également à sa réalisation,. En parallèle, le parc investit dans les nouvelles technologies et lance durant l'été 2012 Walibi Connect, un système permettant aux utilisateurs de Facebook de se connecter à des bornes interactives au moyen d'un bracelet RFID pour s'identifier dans le parc et partager l'information avec leurs contacts.
L'année 2013 est sous le signe de la nouveauté, Turbine est réhabilitée, nouvelle décoration et nouveau train ; Psyké Underground est ouvert le 13 juillet 2013. Fin de l'année, Aqualibi est fermé ou plutôt bloqué par les travailleurs de Walibi Belgium. En effet, la direction du parc a licencié sept personnes sans raisons exacte. Après, un compromis trouvé entre syndicats et direction du parc, Aqualibi rouvre ses portes le 30 décembre.
En 2014, la nouvelle attraction de l'année était Walibi's Secret. La licence Lucky Luke est arrêtée, toute décoration en rapport avec le personnage de bande dessinée doit disparaître. Lors de l'intersaison, le parc fait quelques dépenses dans un nouveau thème pour Buzzsaw ou encore des changements de pièces pour Loup Garou . En cette saison, les parcs Walibi et Aqualibi accueillent presque 1 300 000 visiteurs.

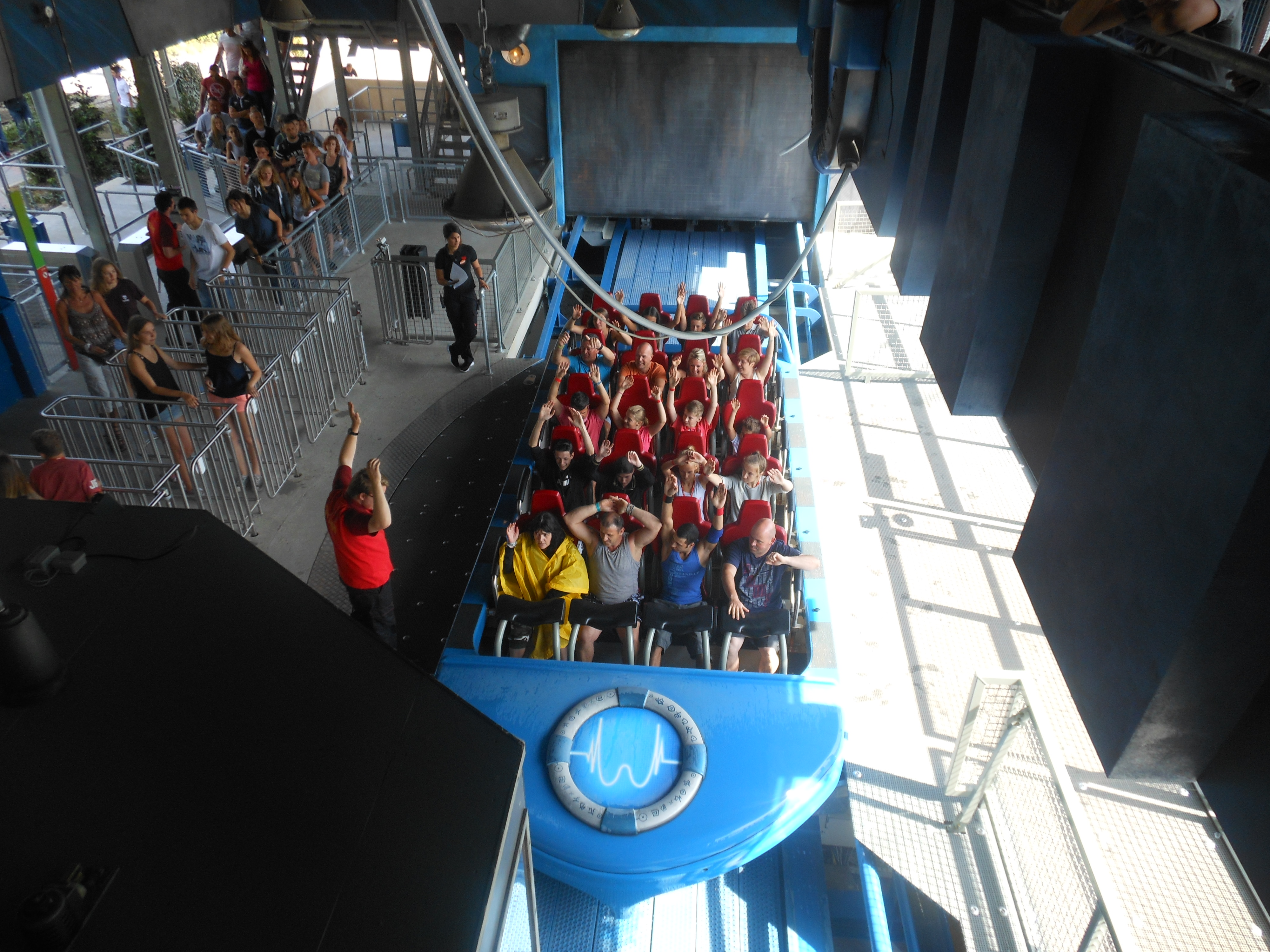
Gare du Pulsar (2016)

En 2015, un nouveau toboggan à grande vitesse (50 km/h) voit le jour à Aqualibi. Il se nomme Flash. À Walibi, on investit en réhabilitations, dont celle du Dalton Terror, ainsi qu'à un nouveau film 4D : Tempo Attack qui remplace l'ancien Rokken Roll. La fréquentation cumulée de Walibi et Aqualibi se chiffre à 1,35 million de visiteurs en cette saison.
En 2016, Walibi investit dans de nouvelles montagnes russes dites Pulsar, du constructeur Mack Rides. Le parcours de cette nouvelle attraction du modèle Power Splash, ouverte le samedi 4 juin 2016, est innovant et unique au monde avec une vitesse pouvant atteindre les 100 km/h pour une hauteur de 45 mètres.
En janvier 2017, une nouvelle page se tourne à Walibi avec le démontage de La Grande Roue qui était présente depuis 1979. La décision de la fermer, prise en fin de saison 2016, vise à libérer la place en vue d'un projet futur prévu pour l'horizon 2018. La fréquentation cumulée pour Walibi et Aqualibi se chiffre à 1,4 million de visiteurs, 1 million pour Walibi et 400 000 pour Aqualibi,.

## Worlds of Walibi et adversité (depuis 2018)

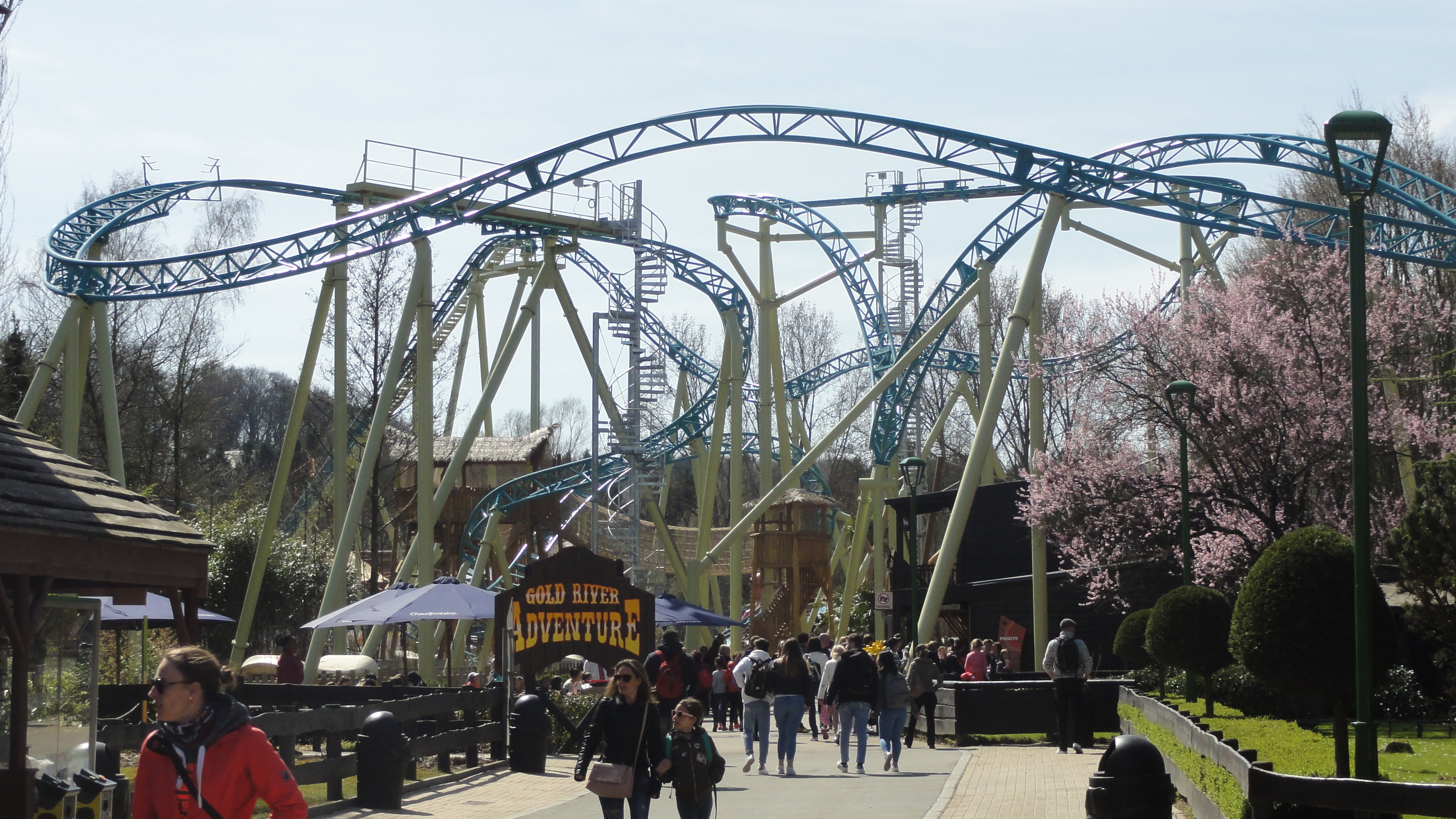
Tiki-Waka (2018).

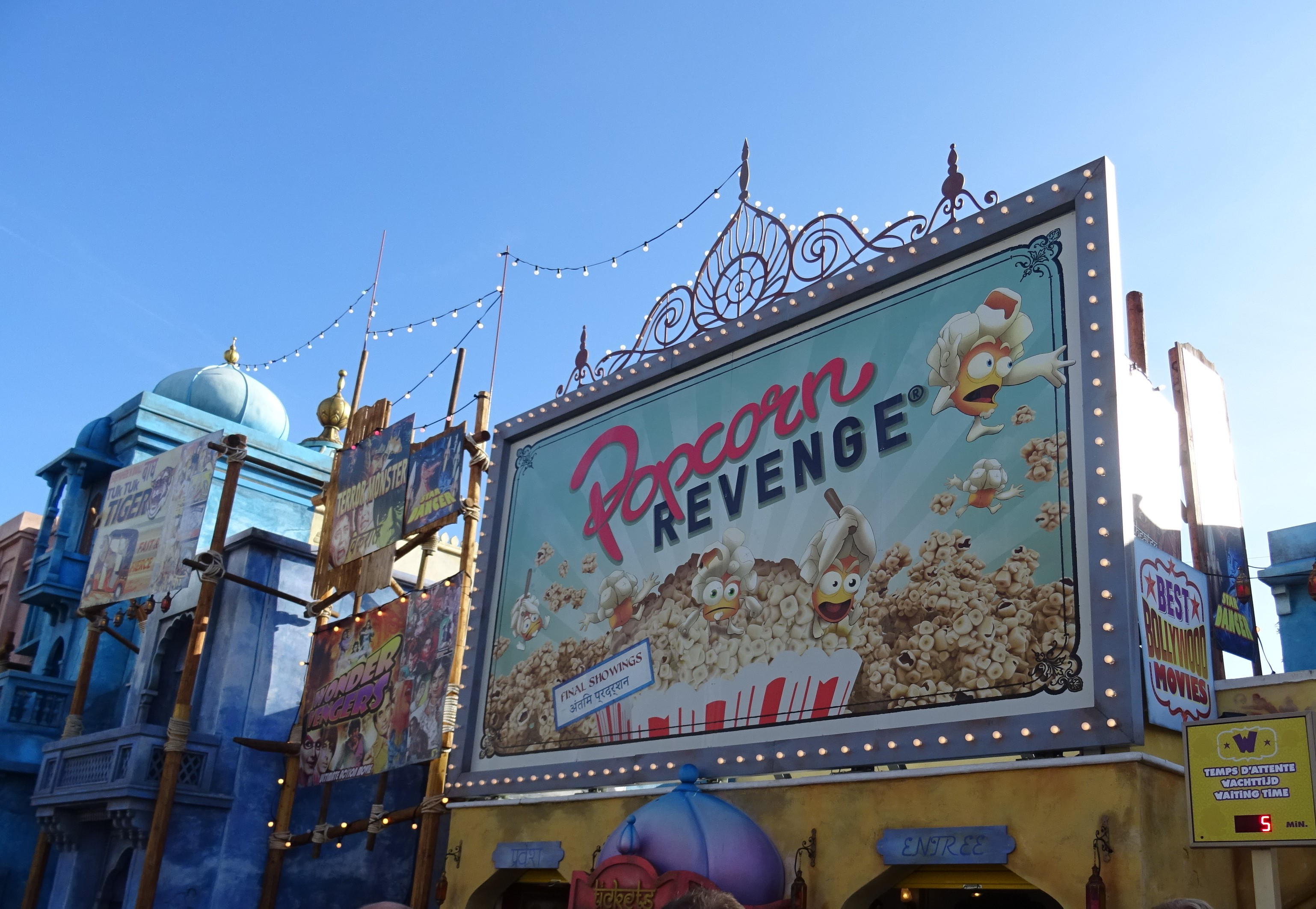
Popcorn Revenge (2019).

Walibi annonce le 22 juin 2017 son plan d'investissements pour les prochaines années. Il est prévu, d'ici 2023, de transformer 75 % du parc en créant huit zones thématiques : Worlds of Walibi ainsi que dix nouvelles attractions. Le montant des investissements s'élève à 100 millions d'euros,.
Tout commence en 2018, avec l'arrivée de Tiki-Waka, de nouvelles montagnes russes du constructeur Gerstlauer au fond du parc près de Challenge of Tutankhamon, accompagné d'un parcours aventure dans les arbres le tout dans un thème exotique poussé pour décorer cette zone rebaptisée Exotic World, anciennement Zone Caraïbes de 1992 à 1997. Ce même thème agrémente Aqualibi qui s'agrandit de 700 m2 destinés au plus jeunes ne sachant pas encore nager. La Polynésie est le thème retenu pour le fond du parc et les Caraïbes est celui d'Aqualibi. L'enveloppe des investissements de cette première phase s'élève à 12 millions d'euros. 4,2 millions pour Aqualibi et 7,8 millions pour Walibi,. Cette politique d'investissements porte ses fruits car le parc dépasse la barre symbolique du million de visiteurs à la fin de l'été. Il s'agit d'une performance car Walibi n'a jamais dépassé ce seuil depuis 2006 et son intégration au sein de la compagnie des Alpes. La saison se termine avec un cumul de 1,4 million d'entrées pour Aqualibi et Walibi. Ce dernier affiche une fréquentation de 1,05 million.
En 2019, 17 millions d'euros sont investis et deux zones reçoivent une thématique. La première se nomme Karma World, il s'agit de la zone du Cobra, anciennement Ali Baba et les Mille et Une Nuits de 1985 à 1997. Déclinée sur le thème des Indes orientales, elle accueille Popcorn Revenge, un parcours scénique interactif de type Erratic Dark Ride de l'entreprise belge Alterface Projects associée aux compagnies néerlandaises JoraVision et ETF Ride Systems. Il est constitué de véhicules de six places évoluant aléatoirement dans six des sept scènes que contient l'attraction. Un nouveau restaurant avec une terrasse donnant sur le lac est construit dans ce quartier. La deuxième zone est Fun World, nommée jusqu'alors Walibi Playland. Cette zone pour enfants est réaménagée et a droit à la nouveauté Fun Pilot, des montagnes russes du constructeur Zierer pour les petits. En novembre 2019, Popcorn Revenge reçoit un Thea Award for Outstanding Achievement - Attraction, Limited Budget par la Themed Entertainment Association. La saison se termine pour une seconde fois avec un cumul de 1,4 million d'entrées pour Aqualibi et Walibi. Ce dernier affiche une fréquentation de 1 million.
En 2020, le film du cinéma 4D est remplacé par Los Banditos 4D, un film Red Star. La saison est marquée par diverses mesures contre la pandémie de Covid-19 qui vont de l'ouverture partielle avec restrictions à la fermeture totale. En été, le directeur estime perdre la moitié du chiffre d’affaires de cette année alors qu'une chute de 50 % de la fréquentation est constatée à la fin de l'été. Le 13 août, un élément de décors de Calamity Mine tombe sur un passager. L'attraction ferme quelques semaines et une enquête s'ensuit. De plus, l'évènement Halloween est remplacé par un festival musical qui ne peut pas avoir lieu,. 

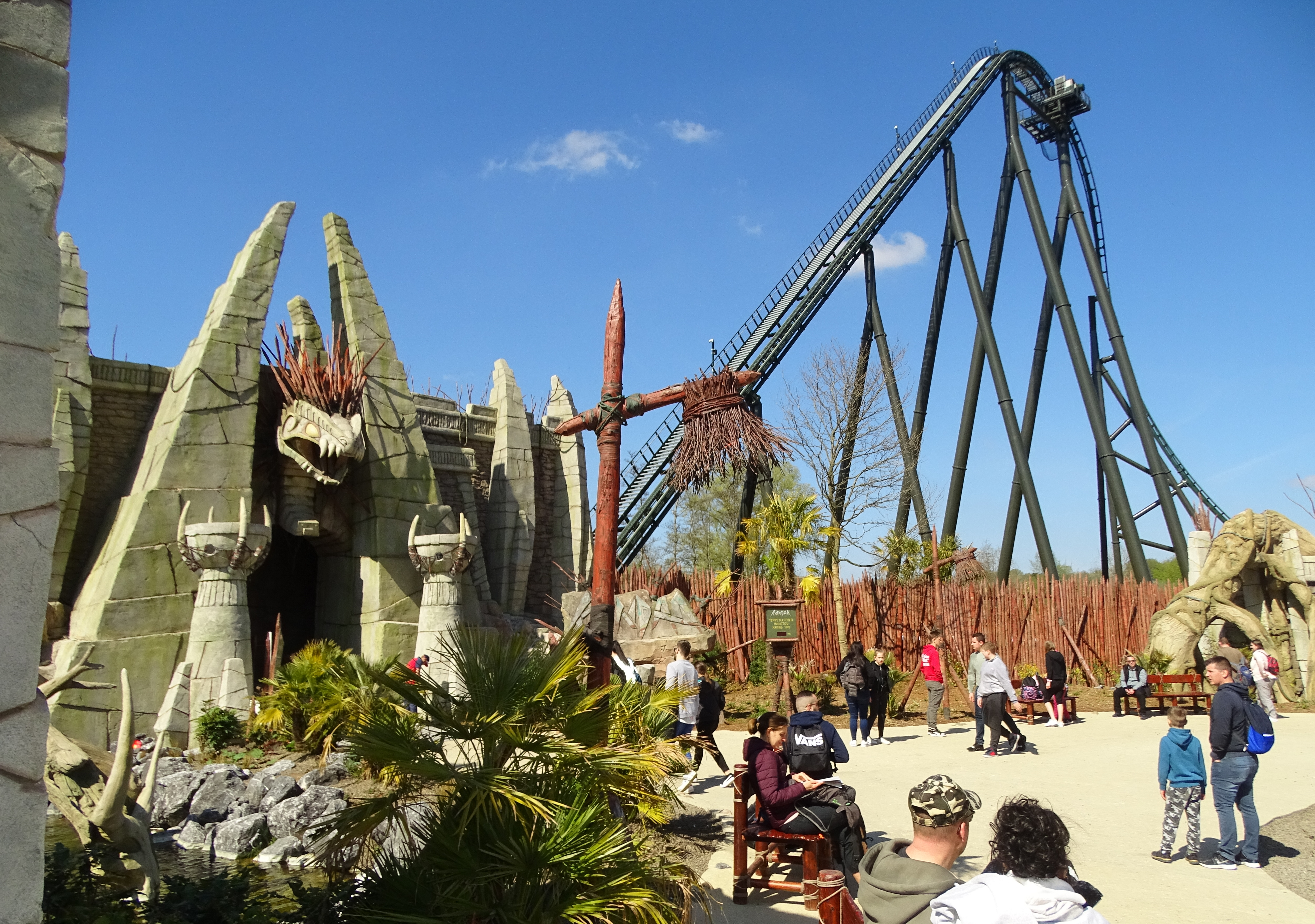
Kondaa (2021).

La saison 2021 est reportée de début avril au 8 mai pour raisons sanitaires. Déjà aperçue à Walibi Rhône-Alpes en 2020, la mascotte avec une nouvelle esthétique fait son arrivée en 2021,. Entre mai et juillet, la nouveauté annuelle a pu recevoir ses passagers. L'ajout majeure du plan d'investissements de Walibi est Kondaa, les méga montagnes russes d'Intamin les plus hautes et les plus rapides du Benelux et de France,. Ces méga montagnes russes sont installées dans une zone à l’extrême ouest du parc inexploitée jusqu'alors. La thématique quant à elle, se veut africaine. La saison est marquée par les inondations de juillet 2021 en Belgique qui contraignent le parc à rester fermé durant des mois, du 15 juillet au 2 octobre. À partir du 16 octobre, les visiteurs doivent présenter un Covid Safe Ticket pour pouvoir accéder au site,. Bien que raccourcie, la période d'Halloween est un succès car plus de 180 000 visiteurs se rendent à Walibi en octobre, un record pour cette période.
Le parc ayant subi diverses déconvenues depuis 2019, le plan d'investissements est momentanément arrêté : il sera concrétisé entre 2024 et 2028. Une nouveauté est annoncée pour les cinquante ans de Walibi en 2025. Reçu en 2018, les permis d'urbanisme sont annulés par le Conseil d'État en février 2022, signifiant que les attractions inaugurées depuis cette date n'ont plus le droit d'ouvrir au public. Cette décision trouve son origine dans une protestation de voisinage. Le permis autorisant le parc à atteindre 60 décibels lors de dix nocturnes annuelles est également annulé à la demande des riverains. Selon les responsables de Walibi, les reproches concernent les dix journées d'ouverture étendues et pas les constructions, ils déclarent que l'ensemble des infrastructures fonctionneront à l'avenir,,. Le parc démarche la commune de Wavre dans le but d'obtenir une régularisation. Le collège communal envoie un agent constatateur sur place. Le parc reçoit un nouveau permis l'autorisant à ouvrir toutes les attractions, avec des limitations de bruits plus précises et l'obligeant à fermer en pleine saison pour compenser les ouvertures nocturnes.
En 2023, la première ouverture hivernale est prévue à Walibi,. Celle-ci est un succès avec une fréquentation au-delà des attentes, plus de 100 000 visiteurs. De plus, des travaux — dont certains prévus à Aqualibi dans le cadre du plan d'investissements — auront lieu : le remplacement du toit pour une meilleure isolation, la construction de quatre toboggans aquatiques accessibles depuis une nouvelle tour et des panneaux solaires pour produire générer 90 % de la consommation d'électricité d'Aqualibi.
Prévue en 2019 dans le plan d'investissements initial, la zone d'entrée sera réaménagée et une grande place y sera créée,. La zone près du Loup Garou recevra le thème de La Nouvelle-Orléans en s'inspirant de la culture vaudou et des carnavals. Le restaurant Pizza solo sera remplacé par un restaurant carnavalesque,.
Prévu dans un premier temps en 2020, le quartier Far West sera rénové et recevra une nouvelle attraction de type Twist 'n' Splash du constructeur Mack Rides et un Sky Fly de Gerstlauer en plus de travaux esthétiques. Les abords du Loup Garou ainsi que du Vampire seront redécorés et réaménagés, un nouveau chemin sera créé entre ces deux attractions majeures,.
Il était prévu qu'en 2022 la zone du Flash Back connaitrait un renouveau avec la création d'un thème portuaire.